# Louis-François-Sébastien Fauvel
Vous lisez un « article de qualité » labellisé en 2016.
Pour les articles homonymes, voir Fauvel.
Louis-François-Sébastien Fauvel, né le 14 septembre 1753 à Clermont-en-Beauvaisis et mort le 12 mars 1838 à Smyrne, est un peintre, diplomate et archéologue français qui fut longtemps en poste à Athènes.
Louis-François-Sébastien Fauvel fit un premier séjour en Grèce en 1780-1782 au service du comte de Choiseul-Gouffier. Son travail archéologique était destiné à compléter le Voyage pittoresque de la Grèce de son patron. Lorsque le comte fut nommé ambassadeur de France auprès de la Sublime Porte en 1784, il engagea à nouveau Fauvel. Ce dernier supporta mal la vie de l'ambassade dans la capitale ottomane et effectua nombre de voyages archéologiques destinés à récolter le matériau pour les futures publications et la collection d'antiquités de son patron, à travers la Grèce ou à l'été 1789 en Égypte. Ce fut alors qu'il exprima sa lassitude de travailler pour quelqu'un qui reconnaissait mal ses qualités.
Fauvel s'installa définitivement à Athènes à l'été 1793, après l'émigration de Choiseul-Gouffier en Russie. En février 1796, il finit par être reconnu pour son travail archéologique et nommé « associé non résidant » de l'Institut de France. Cela lui assurait un financement pour la poursuite de ses recherches. Il réussit par exemple à faire parvenir au musée du Louvre une métope et une plaque de la frise du Parthénon.
La campagne d'Égypte entraîna son incarcération puis son expulsion de l'Empire ottoman. Il arriva dans le dénuement le plus complet à Paris en décembre 1801, seize ans après avoir quitté la France. Il participa alors aux travaux de l'Institut. Cherchant à retourner en Grèce, il obtint le poste de vice-consul de France à Athènes. Il y était de retour en janvier 1803. Il s'y trouva en concurrence avec les agents de Lord Elgin, dont Giovanni Battista Lusieri, pour les marbres du Parthénon. Profitant du renversement des alliances, le vice-consul français réussit à les faire chasser. Cependant, il ne put réaliser les travaux archéologiques qu'il envisageait : il ne pouvait s'éloigner d'Athènes où ses activités consulaires, rares pourtant, le retenaient. Surtout, il ne disposait pas des moyens financiers pour ouvrir de grands chantiers.
Il se contenta alors de recherches limitées qu'il ne publia jamais. De même, il vendait les objets qu'il découvrait, laissant donc les voyageurs qui en devenaient les propriétaires publier leurs travaux sur ses découvertes. Il joua cependant un rôle essentiel dans le développement de la connaissance archéologique d'Athènes et de l'Attique en faisant le « cicérone » (guide) auprès des « touristes » qui lui rendaient visite.
Durant la guerre d'indépendance grecque, Fauvel se montra très mishellène. Il fuit les combats et se réfugia à Smyrne où il mourut.

## Famille et jeunesse

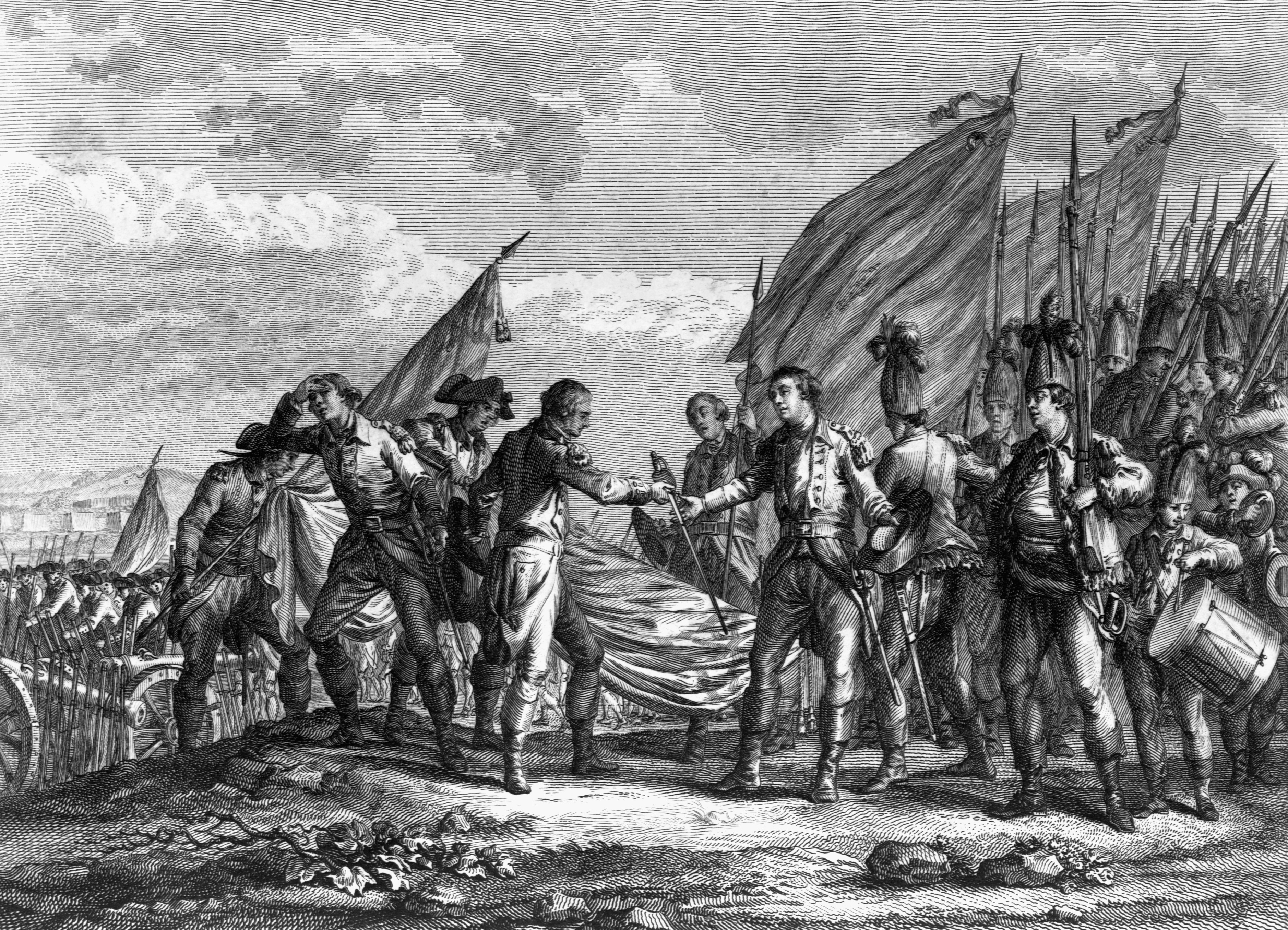
Sarragota : la reddition du général Burgoyne après la bataille de Saratoga
Gravure de François Godefroy d'après un original de Fauvel (1784).

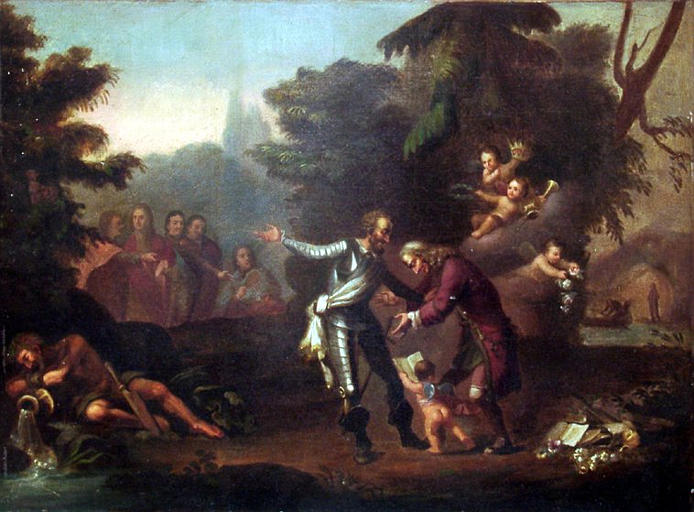
Réception de Voltaire aux Champs-Élysées par Henri IV.
Attribué à Fauvel, dernier quart du XVIIIe siècle.
Musée national du château de Pau.

Louis-François-Sébastien Fauvel était le petit-fils d'un marchand de blé de Soissons, Sébastien Fauvel, ruiné en 1740. Il était le fils de Jacques-Sébastien Fauvel, receveur des domaines du roi et contrôleur des notaires de Clermont (où il s'était installé en 1746), et de Charlotte-Catherine de Sain (ou Desains), dont le père était originaire de Paris. Il naquit à Clermont-en-Beauvaisis le 14 septembre 1753, troisième des sept ou huit enfants de sa famille. Seuls une sœur cadette née vers 1756-1757 et un frère cadet, Achille, né vers 1762 ont vécu jusqu'à l'âge adulte, en plus de Louis-François-Sébastien. Sa sœur épousa un dénommé Hébert, qui fut directeur des impositions à Fontenay-le-Comte (renommé Fontenay-le-Peuple pendant la Révolution) et dont un frère, émigré en Amérique, est parfois pris par les sources pour un des frères de Louis-François-Sébastien Fauvel. La famille Fauvel était relativement pauvre et le resta,,.
Louis-François-Sébastien Fauvel fit cependant de bonnes études. Sa connaissance du latin tend à prouver qu'il aurait pu fréquenter un établissement d'enseignement jésuite, ou d'un autre ordre religieux. Il a probablement ensuite travaillé comme apprenti dans l'atelier d'un artiste. Il fut reçu à l'académie royale de peinture et de sculpture en mars 1773, en tant que « protégé » de Gabriel-François Doyen. Parmi ses condisciples et amis d'enfance, on trouve Louis Morel d'Arleux, plus tard conservateur au Louvre ou Charles-Louis Bernier, ultérieurement inspecteur des travaux des bâtiments du Louvre. Durant ses études, Fauvel habita d'abord dans le Quartier latin, avec Bernier, puis sur l'île Saint-Louis. À l'académie, où il ne se distingua pas, il suivit des cours pratiques de dessin et peinture et des cours théoriques de géométrie, anatomie, perspective, architecture et théorie de l'art. À la fin de ses études, il reçut, comme tous les diplômés, le titre de « peintre du roi ». Il semble s'être spécialisé dans la peinture d'histoire, genre dans lequel il acquit une petite réputation. Il fut alors recruté par le comte de Choiseul-Gouffier qui mettait en forme son Voyage pittoresque de la Grèce. Pour compléter ce récit de voyage, fait dans le cadre de son « Grand Tour », le comte renvoya en Grèce l'un des ingénieurs qui l'avaient accompagné, Jacques Foucherot. Celui-ci choisit Fauvel pour l'accompagner : ils avaient dû faire connaissance grâce à Bernier, un ami commun,,.

## En Grèce au service de Choiseul-Gouffier

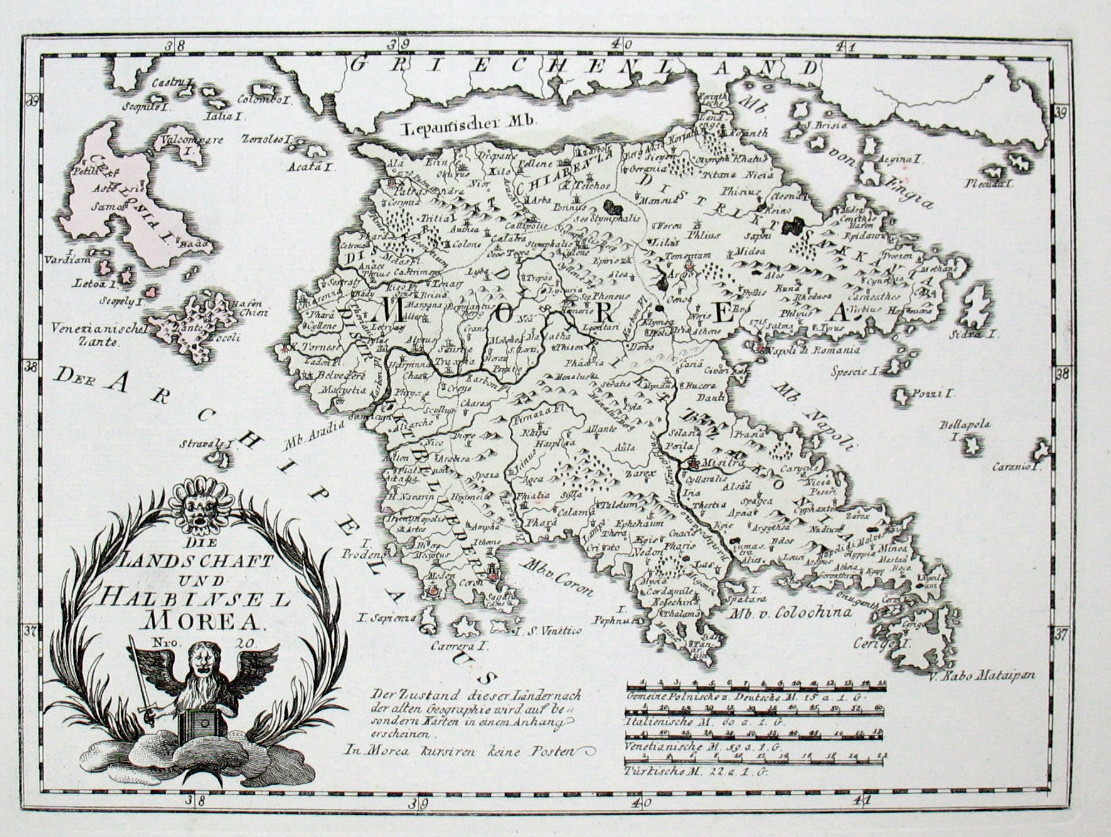
Carte du Péloponnèse, par le géographe autrichien Franz Johann Joseph von Reilly (1791).

Le premier tome du Voyage pittoresque de la Grèce, qui venait de paraître, était consacré à Constantinople et au Bosphore. Le deuxième tome, en préparation, devait évoquer la Grèce elle-même (Attique, Béotie, Phocide, Étolie, Péloponnèse, Thessalie, Épire et Macédoine). Les deux employés de Choiseul-Gouffier avaient pour instructions de parcourir toutes ces régions, d'y dresser des plans, d'y dessiner des vues et d'en décrire les antiquités (principalement à Athènes). Leur programme était très ambitieux, mais ils réussirent à le réaliser. L'itinéraire qu'ils devaient emprunter était celui de deux voyageurs qui les avaient précédés : Jacob Spon et George Wheler ; ils devaient aussi s'aider de Pausanias, indispensable alors. Fauvel était sous les ordres directs de Foucherot. L'ingénieur et architecte, qui avait de plus déjà parcouru la région, joua un rôle formateur essentiel auprès de son compagnon. Le travail était réparti entre les deux hommes, en fonction de leurs compétences respectives : Foucherot levait les cartes et les plans et mesurait les monuments ; Fauvel les dessinait. Il réalisait aussi des vues « pittoresques » : les mêmes monuments dans leur décor naturel. On lui doit aussi des personnages en costume local.
L'itinéraire de Foucherot et Fauvel est connu, grâce au journal de Foucherot et aux souvenirs de Fauvel. Cependant, le premier, écrit sur le moment, est plus fiable ; les seconds ont été écrits à vingt ans de distance et sont parfois moins précis ; d'où un certain nombre de dates contradictoires. Les deux hommes passèrent en Italie par le Simplon. Par Milan et Padoue, ils arrivèrent à Venise en mai 1780 où ils embarquèrent pour les îles Ioniennes, qui appartenaient alors à la république de Venise. Ils en explorèrent les ruines antiques. Après un incident avec des pirates, ils abordèrent à Prévéza et entrèrent donc dans l'Empire ottoman. Ils visitèrent les ruines de Nicopolis avant de gagner le golfe de Corinthe par Arta. Le long du golfe, ils passèrent par Missolonghi, Lépante, Patras, Corinthe, Galaxidi et Delphes. Ils ne purent explorer le sanctuaire à cause de difficultés avec les autorités : ils auraient été emprisonnés temporairement,.
Ils regagnèrent le Péloponnèse par Corinthe, atteint le 5 octobre 1780, puis Nauplie. Dans le nord de la péninsule, ils travaillèrent sur les ruines mycéniennes et sont considérés comme les premiers à avoir dessiné Mycènes, Tyrinthe ou Argos, mais aussi le temple de Némée. Ils parcoururent le sud du Péloponnèse et sa côte, par Tripolizza, Mistra, Sparte, Modon, Coron et Navarin. Ils ne purent trouver le temple d'Apollon à Bassae et ne relevèrent rien à Olympie alors très enfouie. Puis ils remontèrent la côte ouest jusqu'à Patras et ils longèrent à nouveau le golfe vers l'est. Les dates diffèrent alors dans les sources. Selon le journal de Foucherot, ils étaient à Némée le 20 novembre 1780 et à Athènes le lendemain. Une lettre du consul français de Nauplie les fait passer par cette ville à la fin du mois de décembre 1780, en route pour Corinthe. Selon Legrand, biographe de Fauvel à la fin du XIXe siècle, ils n'atteignirent Athènes que le 1er février 1781, Fauvel souffrant alors d'une fièvre,. Si on s'en tient à la chronologie évoquée par Foucherot, les deux explorateurs ne passèrent qu'une journée dans chaque site, à quelques exceptions près (Coron : cinq nuits ; Nauplie : quatre nuits à l'aller et quatre nuits au retour ; Corinthe : six nuits, le village étant utilisé comme camp de base). Au total, ils auraient parcouru 616 kilomètres, soit une moyenne de 13,5 kilomètres par jour. Aucun des voyageurs ne mentionne de monture dans leurs récits : il est donc probable qu'ils ont parcouru le Péloponnèse à pied, accompagnés, comme c'était l'usage alors, d'un guide ottoman et d'un interprète, l'un ou l'autre faisant office de drogman.
À Athènes, Foucherot et Fauvel furent autorisés à pénétrer sur l'Acropole, alors forteresse militaire ottomane. Propylées, Parthénon et Érechthéion furent explorés pour vérifier ou corriger les travaux des voyageurs précédents. Ils poursuivirent leur œuvre à travers l'Attique, en relevant par exemple le plan d'Éleusis. Le 13 juin 1781, ils annoncèrent que leur travail était achevé et qu'ils repartaient en France. Ils s'embarquèrent bien au Pirée, mais visitèrent les îles Saroniques, l'isthme de Corinthe où ils repérèrent l'amorce du canal antique. Ils allèrent jusqu'à Épidaure. Ils remontèrent ensuite vers le nord lors d'une nouvelle excursion : Béotie et Thermopyles, jusqu'à Salonique puisque Fauvel a réalisé trois dessins de l'Arc de Galère. Finalement, le 26 juin 1782, Foucherot et Fauvel embarquèrent à Nauplie sur la frégate royale La Sultane. Ce privilège leur avait été accordé en raison de leur « précieux travail » archéologique. Ils arrivèrent en France fin septembre 1782.

## Bref retour en France

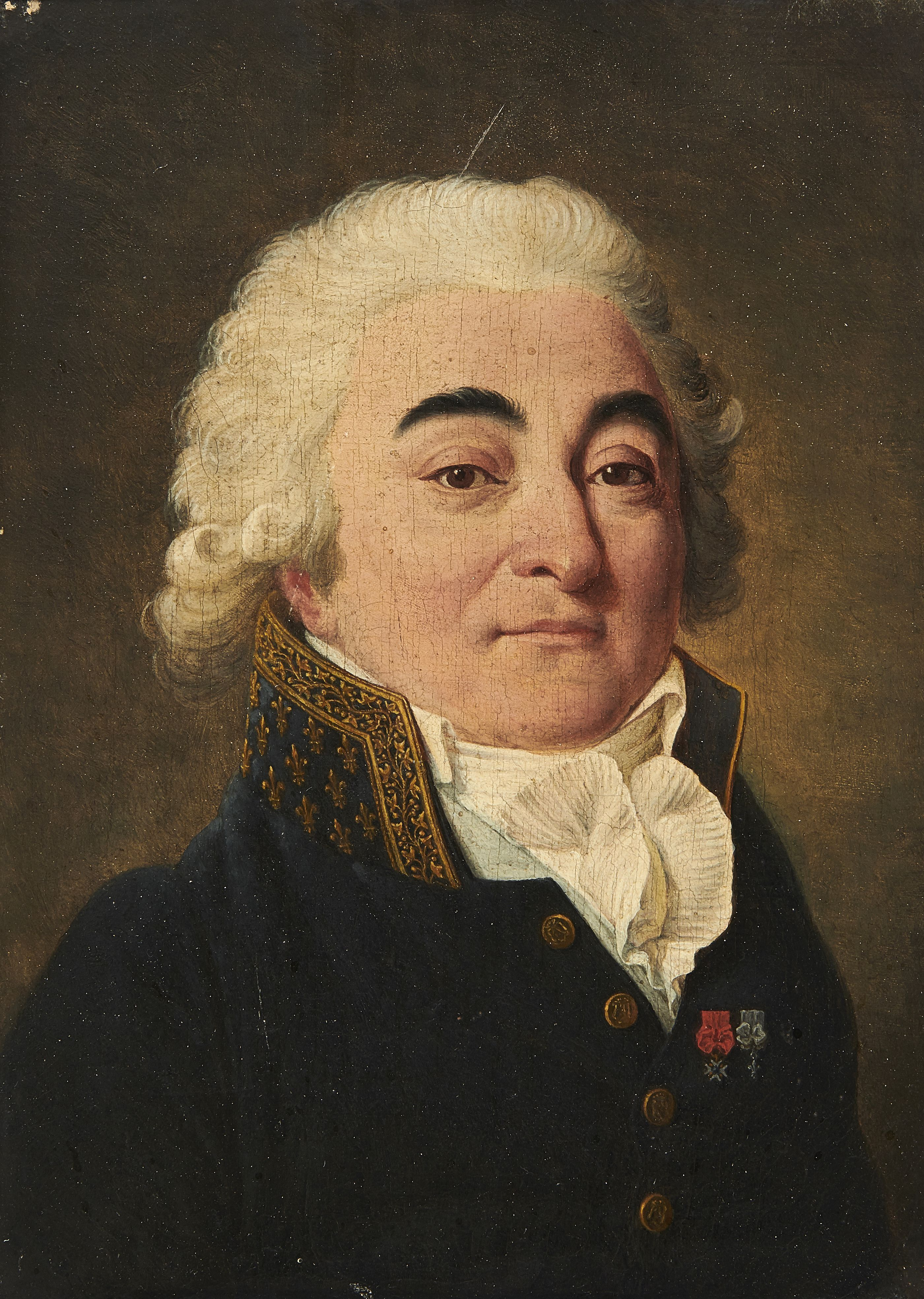
Marie-Gabriel-Florent-Auguste de Choiseul-Gouffier.

Le « précieux » travail ne servit à rien : notes, cartes, dessins et plans ne furent jamais publiés, ni par Choiseul-Gouffier (alors que c'était dans ce but qu'il avait envoyé les deux hommes en Grèce) ni même par Foucherot ou Fauvel,. Cependant, l'abbé Barthélemy les utilisa un peu pour son Voyage du jeune Anacharsis en Grèce, de même François Pouqueville. Philippe-Ernest Legrand n'avait retrouvé à la fin du XIXe siècle au cabinet des estampes que quelques paysages réalisés à l'encre de Chine par Fauvel et les trois dessins de l'Arc de Galère. Dans les années 1990 et 2000, les chercheurs Luigi Beschi et Alessia Zambon ont retrouvé, entre la bibliothèque nationale de France, le département des Arts graphiques du musée du Louvre et le musée Benaki à Athènes, autour de deux-cent-cinquante documents : dessins originaux ou calques de dessins disparus.
Louis-François-Sébastien Fauvel continua en France son travail artistique : dessins et tableaux, perdus, ainsi peut-être que des notices archéologiques, non retrouvées. Cela lui permit malgré tout d'asseoir sa réputation. L'aide qu'il apporta à l'abbé Barthélemy joua aussi en sa faveur. En 1783, le père de Fauvel mourut et sa famille lui demanda de s'installer près d'elle. Cependant, Choiseul-Gouffier fut nommé ambassadeur de France auprès de la Sublime Porte. Il demanda à nouveau à Fauvel de partir pour le Levant, parmi la longue cohorte d'artistes et de savants qui accompagnait le diplomate. L'ambassade embarqua à Toulon le 4 août 1784,,.

## En Orient avec Choiseul-Gouffier

### Constantinople

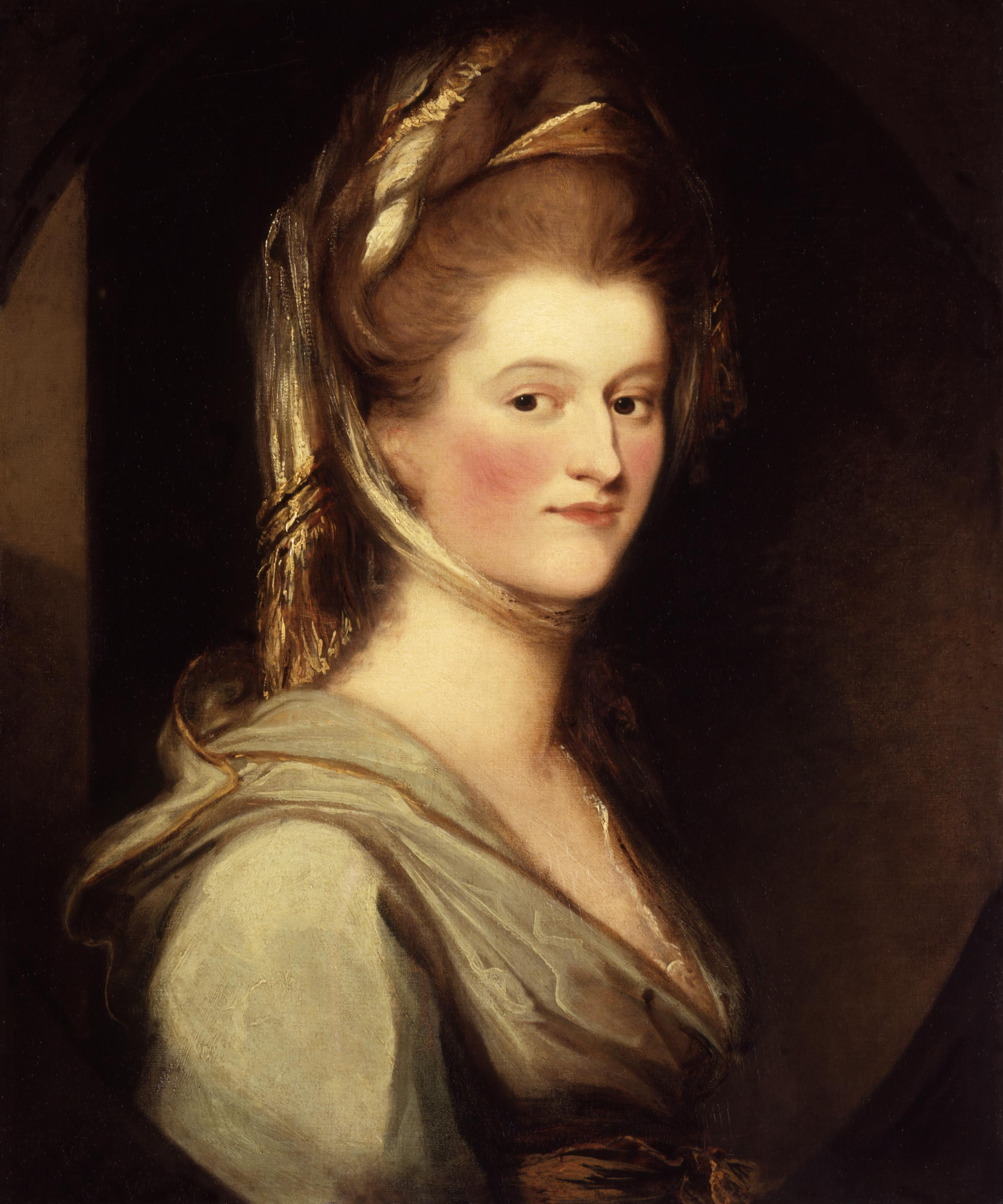
Elisabeth Craven, tableau d'Ozias Humphrey.

L'ambassadeur de France fit escale au Pirée du 21 au 24 août 1784. Louis-François-Sébastien Fauvel qui connaissait bien les lieux servit de guide, ou comme on disait alors, dans la tradition romaine, de « cicerone ». Le groupe visita ainsi l'Acropole. Fauvel y cueillit une branche de l'olivier sacré. Choiseul-Gouffier en couronna Jacques Delille. À Constantinople, Fauvel fit son métier de peintre : il dessina des vues pittoresques, qui figurent dans le second tome du récit de voyage de son patron,,.
Le peintre semble cependant s'être ennuyé, comme il l'écrivit plus tard. Il trouvait de plus en plus de prétextes pour s'éloigner de la capitale ottomane et de la vie à l'ambassade. Au printemps 1786, il profita du passage à Constantinople d'Elisabeth Craven pour partir. L'ambassadeur français mit en effet à disposition de la voyageuse britannique un navire français, Le Tarleton, ainsi qu'une partie de ses artistes, dont Fauvel. Le navire fit escale à Naxos et Paros et arriva à Athènes le 20 mai,.

### Première expédition: Athènes et le Péloponnèse
Athènes à la fin du XVIIIe siècle était, en population, la 43e ville de l'Empire ottoman. Elle comptait environ 13 000 maisons, sur et autour de l'Acropole, entourées d'un mur d'à peu près 3 mètres de haut, qui servait autant à protéger la ville des bandits qu'à marquer ses limites fiscales. Elle était gouvernée, soit pour l'État ottoman directement, soit pour le Kizlar Agha (chef des eunuques noirs) qui en touchait les impôts, par un gouverneur civil (voïvode) et un gouverneur militaire (disdar). L'Acropole était la forteresse de la ville. Les monuments antiques, encore visibles, encore debout et disposant encore d'un toit étaient toujours utilisés : l'Érechthéion servait de poudrière ; le « Théséion » avait été converti en église ; la Tour des Vents était utilisée comme tekke par les derviches tourneurs. Dans les ruines du Parthénon, une mosquée avait été construite. Les autres ruines servaient de carrière où les habitants puisaient des matériaux de construction.
Fauvel s'installa, comme pour chacun des séjours qu'il effectua à Athènes pour le compte de Choiseul-Gouffier, au couvent des Capucins, appartenant à la France, près du monument de Lysicrate (dit alors « Lanterne de Démosthène ») : le couvent accueillait, à l'époque, les voyageurs de passage dans la ville. Choiseul-Gouffier avait confié une mission très précise à Louis-François-Sébastien Fauvel. Il devait mouler les principales sculptures des monuments d'Athènes et acheter tout ce qu'il pouvait,,,. Son principal interlocuteur pour ces démarches était le vice-consul de France à Athènes, Démétrius (ou Louis-Marie-Dimitri) Gaspari (ou Gaspary, graphies et translittérations ne sont pas toujours fixées). C'était lui, en effet, qui était chargé de négocier avec les autorités locales l'accès à la forteresse (l'Acropole), le droit d'enlever des antiquités et de les exporter. L'ambassadeur avait ainsi repéré un élément du décor du Parthénon que Fauvel était chargé d'embarquer sur le Tarleton. Le voïvode s'y opposa. Fauvel se serait alors rabattu, sans plus de succès sur le « Théséion ». Il eut finalement plus de réussite pour les moulages, malgré son inexpérience en la matière : « Je n'avois jamais moulé ni même vu mouler. ». En février 1787, le brigantin L'Afrique embarqua au Pirée vingt-six caisses de moulages ainsi que treize antiquités,,. D'après le catalogue de la vente de la collection Choiseul (qui ne comprend que 237 objets, soit seulement une partie de la collection), plus de la moitié des objets a été acquise par Fauvel. Deux autres envois eurent lieu en 1787 et 1788. Fauvel avait aussi pu prendre un certain nombre de mesures du Parthénon, à la demande de Foucherot.

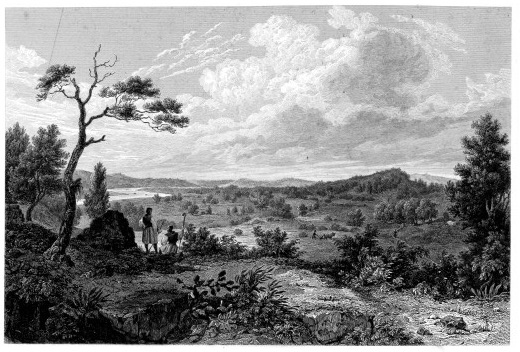
Le site d'Olympie à la fin des années 1820, au moment de l'expédition de Morée.

Depuis Paris, l'abbé Barthélemy, qui poursuivait l'écriture de son Voyage du jeune Anacharsis en Grèce, et Jean-Denis Barbié du Bocage, qui envisageait un Atlas du Voyage du jeune Anacharsis en Grèce, multipliaient auprès de Choiseul et Foucherot les demandes de renseignements précis sur la topographie et les monuments des lieux qu'ils envisageaient d'évoquer. Foucherot, à l'automne 1786, transmit les demandes à Fauvel, avec les conseils techniques nécessaires à la réalisation des relevés topographiques. En effet, Fauvel avait une formation de peintre, pas d'ingénieur. Celui-ci suggéra donc à son patron un voyage d'études à travers le Péloponnèse. Choiseul-Gouffier n'y consentit qu'à condition qu'il fût « court, facile et peu dispendieux »,. En février 1787, il se rendit ainsi sur Salamine. Fauvel voyagea assez rapidement, à pied, accompagné de son domestique et d'un guide grec. Le 30 mars 1787, il partait à Sicyone, deux jours plus tard, il était à Némée. Le 11 avril, il arrivait à Olympie via Pyrgos. Il y identifia correctement l'emplacement de certains des monuments (le stade et le temple de Zeus), faussement une bonne partie des autres. Il y prit des mesures, dessina des plans et des croquis. Ses travaux furent repris par Choiseul-Gouffier puis par Pouqueville, mais de façon incomplète. De plus, Choiseul ne crédita même pas le travail réalisé par Fauvel, à son service,,,. Enfin, Barbié du Bocage qui pensait les utiliser pour son Atlas paru en 1788 ne put le faire. Pour l'édition de 1799, il y renonça, doutant, semble-t-il, de la qualité réelle du travail. Cependant, le plan de la plaine de Sparte et d'Amyclées, retrouvé dans les papiers de Barbié du Bocage montre que Fauvel en fit un relevé topographique sérieux. Ensuite, il fut pratiquement redessiné et colorié par le géographe. En fait, Fauvel ne releva que ce qu'il voyait réellement ; tandis que Barbié du Bocage ajouta les divers monuments antiques décrits par Pausanias. Les travaux du premier correspondent à la réalité historique ; les plans du second sont une carte imaginée.
D'un point de vue archéologique cependant, Fauvel réalisa d'importantes découvertes, grâce à des explorations attentives. Ainsi, en arrivant sur le site supposé d'Olympie, il remarqua dans les rives du fleuve des tessons de poterie et des fragments de marbre, jusqu'à deux mètres de profondeur. Il en conclut (avec raison) que le site avait disparu, enseveli par les sédiments déposés par l'Alphée. Il utilisa alors Pausanias pour le comparer à la toponymie moderne (il parlait le grec moderne). Un village proche s'appelait Andalilo (« écho »), rappelant le portique d'Écho (Pausanias, V, XXI, 17). Convaincu qu'il était proche du sanctuaire, il explora une carrière ouverte par les Ottomans pour récupérer des pierres de remploi. Il y vit des blocs qui lui évoquèrent ceux décrits par Pausanias (V, X, 3) pour le temple de Zeus. Il le mesura, mais ne put pousser plus avant son travail sur le temple, les Ottomans commençant à prendre ombrage de sa curiosité. Ayant repéré un des éléments principaux du site, il pouvait s'orienter et découvrir les autres, confirmant son identification, comme le stade et l'hippodrome. Il interpréta diverses irrégularités du sol comme les emplacements de bâtiments ruinés enfouis sous les sédiments. Ses conjectures ne sont pas toujours justes. Ainsi, il prit le nymphée pour un théâtre. Il semble aussi que Fauvel ne savait que très vaguement ce à quoi pouvait servir un stade dans l'antiquité, d'où son hésitation entre stade et hippodrome dans ses notes pour désigner le même monument (finalement, le stade, mis au jour seulement en 1936, est correctement localisé). Au total, il a bel et bien repéré le site et ses principaux éléments.

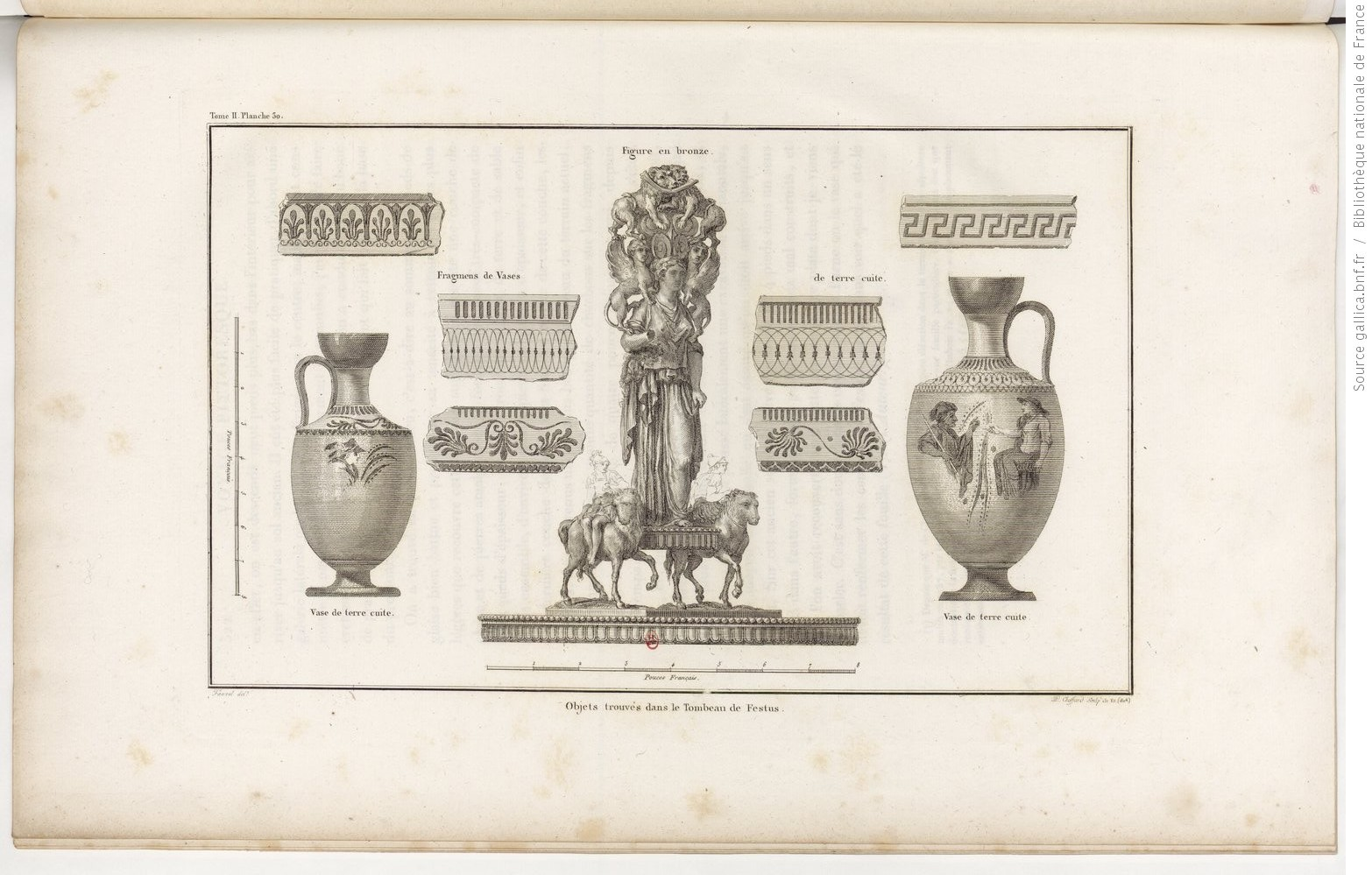
Une partie des objets découverts dans le « tombeau de Festus » et dessinés par Fauvel pour Choiseul-Gouffier, Voyage pittoresque de la Grèce, tome 2, planche XXX, 1809.

Depuis Olympie, Fauvel gagna, enfin, Bassae, explorée vingt ans plus tôt par Joachim Bocher. Il se trompa dans son identification de l'emplacement de la Phigalie antique (qu'il plaça à Karýtena). Il se rendit à l'endroit supposé des ruines de Mégalopolis et en dessina les remparts, confirmant l'identification. Il visita les ruines de Messène. Comme l'avait demandé l'abbé Barthélemy, il remonta l'Eurotas jusqu'à Sparte. Plus loin, il identifia Tégée et Mantinée. Il parcourut ensuite la presqu'île, visitant de nombreux sites antiques et repassant régulièrement par Olympie, jusque début mai puisque le 6, il était à Nauplie. De là, il aurait à nouveau exploré l'Argolide (Tirynthe, Épidaure, Trézène, Calaurie et Hermione). Il envoya ses notes à Foucherot qui les inclut dans son journal. De retour à Athènes, Fauvel recommença son travail de moulage : deux caryatides de l'Érechthéion, des éléments des frises du « Théséion » et du temple d'Athéna Nikè : dix-sept nouvelles caisses furent embarquées pour la France,. Le 10 août 1787, Choiseul-Gouffier le rappela à Constantinople pour un travail pressé. Louis-François-Sébastien Fauvel était de retour dans la capitale ottomane en novembre,,. Il fut chargé en fait de dessiner les objets qui avaient été rapportés par l'expédition que l'ambassadeur avait envoyée dans la plaine de Troie. Ils provenaient d'un grand tumulus, alors identifié comme « tombeau de Festus » (un affranchi de Caracalla). En plus des dessins, Fauvel les nettoya et en identifia quelques-uns.

### Deuxième expédition: Athènes et l'Égypte

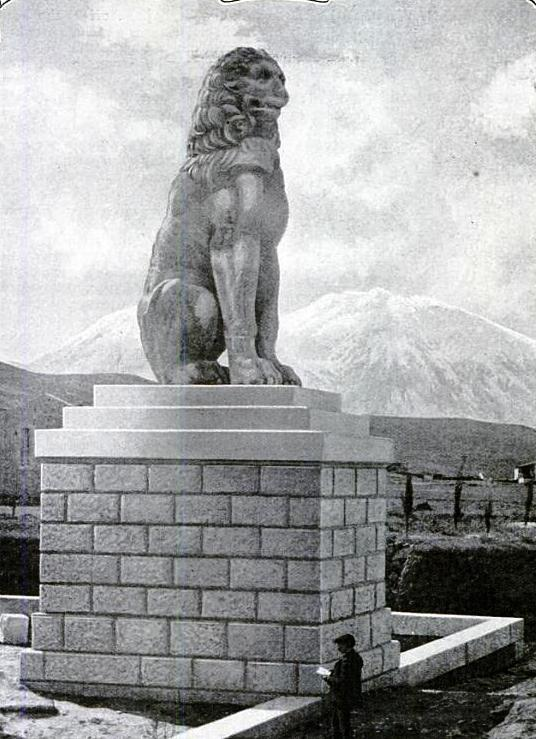
Lion de Chéronée, probablement érigé par les Thébains en souvenir des morts tués à la bataille de Chéronée.

Fauvel réussit à repartir de Constantinople le 13 juin 1788 pour une exploration des îles de l'Égée, accompagné de deux soldats et d'un sergent d'artillerie, nommé Maury (ou Mory). Le 22 juin, il était sur Kimolos, alors appelée « L'Argentière », à attendre que la frégate française L'Iris éloignât des pirates. Il en profita pour l'explorer, sans grand succès. Il atteignit finalement Santorin le 1er juillet. Pour ses fouilles dans la ville antique, il employa une douzaine d'ouvriers pendant près de trois semaines. Il mit au jour un fût de colonne avec une inscription qui lui permit de se repérer et de découvrir une « statue de femme assez belle ». Décidé à l'emporter, il campa sur place, dans une chapelle. Le 4 août, il était enfin parvenu à descendre la statue au port et à la faire embarquer sur un navire français (la bombarde Jésus-Maria-Joseph, à destination de Smyrne puis Marseille où elle arriva le 10 mai 1789). Il mit aussi au jour une koré (fragmentaire) qu'il considéra, comme on le faisait à l'époque pour les objets de l'époque archaïque, qu'elle était du « goût étrusque ». Lui-même dut attendre que la chasse au corsaire Lambros Katsonis, officier grec de la marine russe, s'achevât (sans succès), pour embarquer sur un navire français, la goélette L'Aglaé, à destination du Pirée, où il arriva le 17 septembre,,.
À Athènes, il devait refaire une partie des moulages, brisés lors du transport. Cependant, il connut des difficultés : le nouveau voïvode (gouverneur civil de la ville) lui interdit l'accès à la forteresse (l'Acropole) ; il manqua de plâtre ; le temps se mit à la pluie, empêchant les travaux. Choiseul-Gouffier le rappela : « Si vous ne voyez pas la possibilité de travailler avec succès, revenez passer l'hiver avec moi ; nous mettrons en ordre notre description de l'Attique et de la Morée ». Fauvel fit comme s'il n'avait pas reçu la lettre et reprit son exploration de l'Attique : la zone Vari-Voula-Vouliagmeni sur la côte, où il emporta des fragments d'albâtre et ouvrit, avec l'aide de trois ouvriers, deux tombeaux antiques ; à nouveau la plaine de Marathon où il fit sonder le tumulus pendant une semaine par une dizaine d'hommes, sur près de 2 mètres de profondeur, sans succès. Il fut obligé d'arrêter à la demande du propriétaire du terrain. Dans le marais voisin, il découvrit des tombes d'Athéniens, marquées par des céramiques portant la mention ΑΘΗΝΑΙΟΥ. Avec le sergent Maury, ils s'emparèrent d'une demi-douzaine d'entre-elles. Sur le chemin du retour, au monastère de Daou, à Pendeli, il vola (« Je l'ai volée, il n'y avait pas moyen de l'avoir autrement. ») une inscription sur un cippe, commémorant une Stratonice,,.
Installé à Athènes à partir du 28 octobre, il put reprendre son travail de moulage. Il en profita à nouveau pour « voler » (c'est à nouveau l'expression qu'il emploie) trois tronçons d'une colonne de vert antique et deux inscriptions de l'Érechthéion. Il s'empara aussi de deux métopes du Parthénon. La première (X sud) est maintenant au Louvre ; elle avait été achetée aux autorités via Gaspari. La seconde (VI sud) fut « volée » avec la complicité d'un Turc : elle était tombée du bâtiment lors d'un orage et s'était brisée en trois. Elle fut lancée du haut des remparts de l'Acropole sur un tas de fumier en contrebas. Six têtes tombées du Parthénon furent aussi acquises ; une seule est encore connue aujourd'hui. Son patron Choiseul-Gouffier se montra ravi et envoya des instructions très précises : « Enlevez tout ce que vous pourrez, […] ne négligez aucune occasion de piller dans Athènes et dans son territoire tout ce qu'il y a de pillable […], n'épargnez ni les morts ni les vivants ». Choiseul-Gouffier voulait spécifiquement le pavage de l'Érechthéion, un bas-relief du temple de Poséidon au cap Sounion ou le Lion de Chéronée. Des instructions avaient été données aux capitaines de navires français pour embarquer tout ce que Fauvel leur confierait. Enfin, l'ambassadeur expliquait comment s'y prendre pour « convaincre » (corrompre) les autorités locales, du voïvode à l'évêque,,,,,.

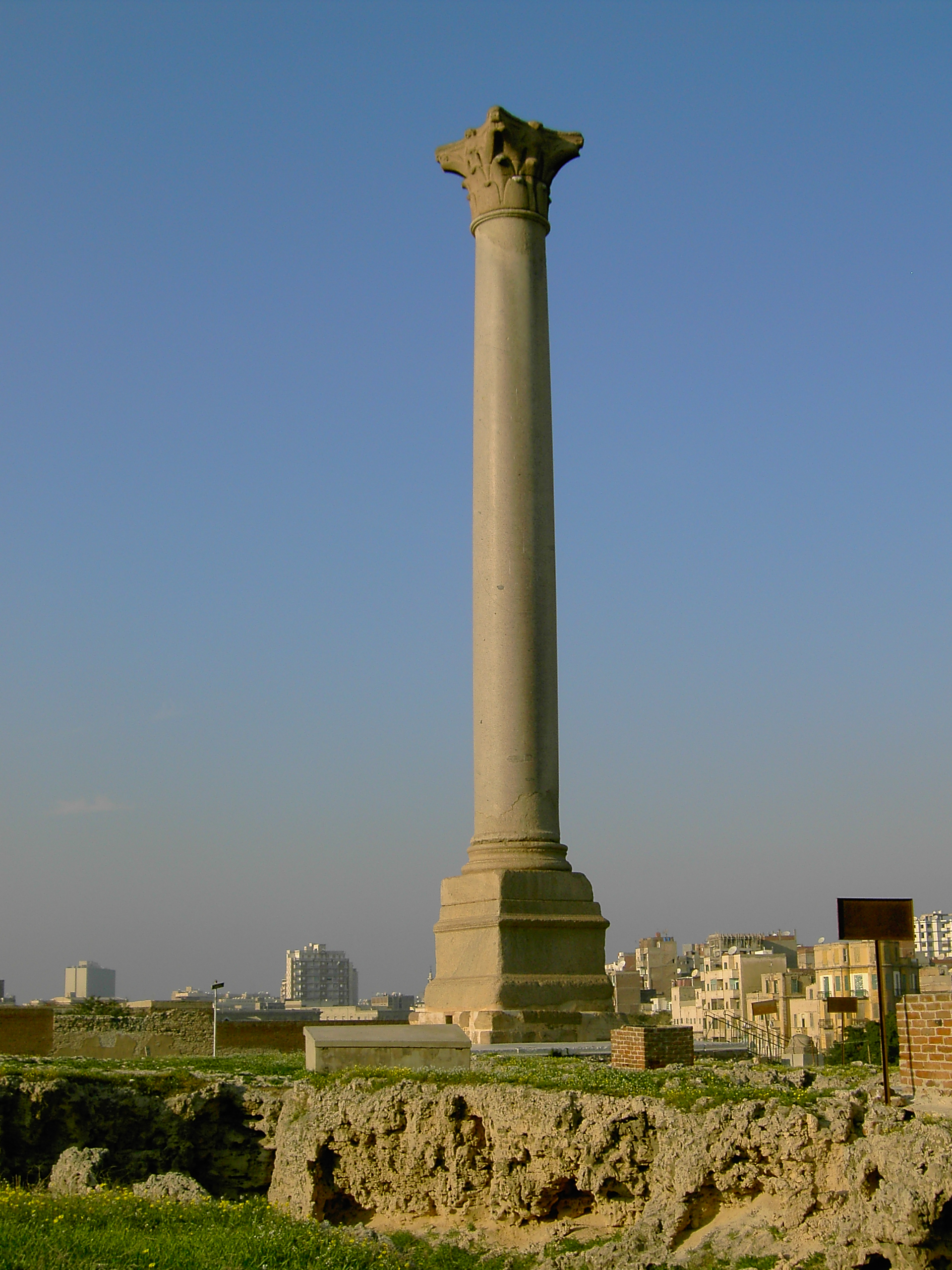
La colonne dite « de Pompée ».

En janvier 1789, entre les Longs Murs, Fauvel fit ouvrir un tertre. Il y trouva les restes d'un bûcher, des ossements animaux, des perles de terre cuite dorées et des feuilles d'or. S'aidant de Pausanias, il identifia le tombeau comme celui de l'Amazone Antiope. Dans la seconde partie du mois, il fit ouvrir un autre tombeau d'où il tira la statue grandeur nature d'un couple se tenant par la main. Malgré la piètre qualité du groupe, il l'envoya au Pirée pour expédition en France. Le groupe aurait été brisé sur le port. À la fin du mois, il remonta à l'Acropole où il examina en détail l'Érechthéion, découvrant même le petit escalier intérieur. Le 25 janvier, en creusant auprès du Parthénon, il découvrit une des plaques de la frise, celle dite « des Ergastines ». Elle était tombée du bâtiment lors de l'explosion de 1687. Il fallut sept ou huit hommes pour la dégager du sol. Les Ottomans auraient apporté leur aide pour son transport au Pirée pour lequel une vingtaine d'hommes et trois paires de bœufs furent utilisés. Au port, elle fut sciée dans l'épaisseur pour faciliter son transport ; deux des têtes encore intactes tombèrent de la plaque alors. Le 3 février, il acheta divers objets métalliques prélevés dans les murs du Parthénon. Le 9 février, une nouvelle colonne de vert antique fut retirée de l'Érechthéion. Le 16, il préleva un tronçon d'une autre colonne du même genre, plus un fragment de piédestal avec inscription. Il dut cependant mouler une longue inscription qu'il ne put ni acheter ni voler. Deux jours plus tard, on lui apporta un buste de Lucius Aurelius Verus provenant des tombeaux des Athéniens à Marathon. Il y retourna et s'empara, près de la villa d'Hérode Atticus, de deux ou trois autres bustes. Fauvel dut cependant alors quitter Athènes, chassé par la « peste » accompagnée d'une famine. Il s'embarqua le 27 avril 1789 pour l'Égypte. Il fit escale à Paros dont il visita les carrières de marbre. Il arriva à Alexandrie le 12 mai,,,.
À Alexandrie, Fauvel découvrit une inscription, qu'il ne put lire, sur la base de la colonne dite « de Pompée » et mesura les dimensions d'un stade antique. Une lettre adressée à Choiseul-Gouffier le 25 juin contient toutes les informations qu'il avait recueillies sur l'oasis d'Ammon, mais il précisait qu'il n'avait pas envie de s'y rendre, considérant que les ruines antiques transformées en églises puis mosquées auraient peu d'intérêt. Il dut finalement accepter d'y aller. Le 23 juillet, sa caravane était prête quand les autorités le dissuadèrent définitivement de partir, sans donner de raison précise. Il se contenta de rester dans la région du delta, visitant des mosquées déguisé en musulman ; poussant jusqu'au Caire ; achetant des antiquités et des momies. Ses « guides » sur place furent les récits de voyage et descriptions laissés par ceux qui étaient passés avant lui. On sait que Fauvel utilisa la Description de l'Égypte de Benoît de Maillet, dans son édition de 1743, les travaux de Richard Pococke (1743-1745) et ceux de Claude-Étienne Savary (1786).
Ce fut en Égypte que Louis-François-Sébastien Fauvel commença ouvertement à demander à Choiseul-Gouffier de cesser de travailler pour lui. Le 25 juin, il demandait à son patron d'œuvrer pour qu'il pût travailler directement « pour le roi ou pour le gouvernement », plutôt que pour des personnes privées qui, comme l'abbé Barthélemy, ne le remerciaient guère. Choiseul-Gouffier se garda de transmettre ses suggestions en France. Le 23 juillet, dans la lettre suivante, Fauvel se plaignait cette fois-ci directement du manque de reconnaissance de Choiseul-Gouffier et des incessants voyages qu'il devait faire à son service. Il expliquait aussi qu'à ne servir que l'ambassadeur, il risquait de compromettre son avenir, Choiseul-Gouffier s'appropriant tout le mérite intellectuel de ses découvertes. Il souhaitait à nouveau être directement au service du roi. Choiseul-Gouffier apprécia peu les velléités d'indépendance de son peintre. Il le rappela à Constantinople, espérant ainsi le « recadrer » à son seul service. Fauvel n'obtempéra pas tout de suite. Il n'était de retour à Constantinople que le 29 décembre 1789, et toujours aussi peu heureux du temps passé dans l'ambassade,.

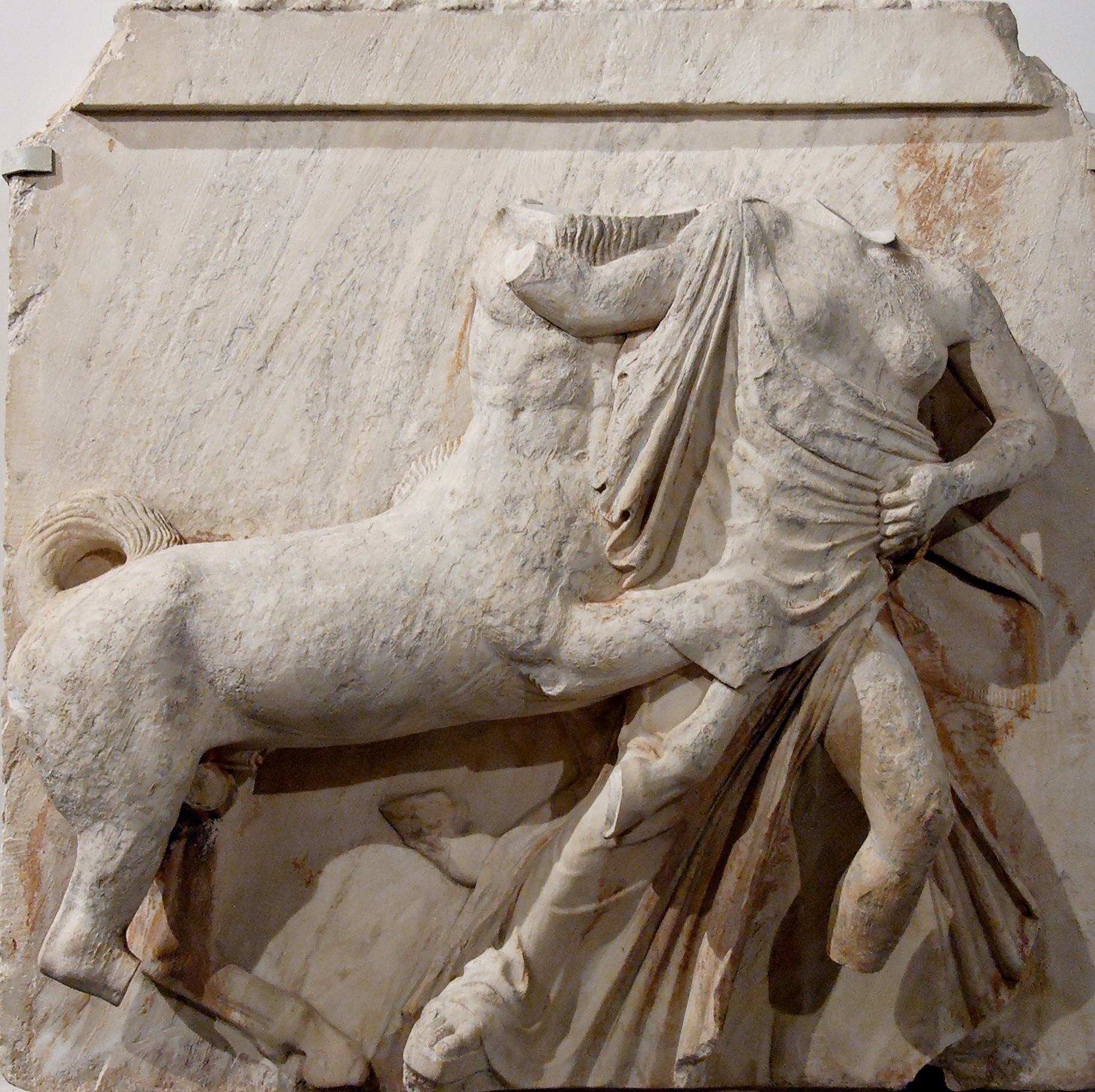
La métope (X sud) acquise par Fauvel (Louvre Ma 736 LL87).
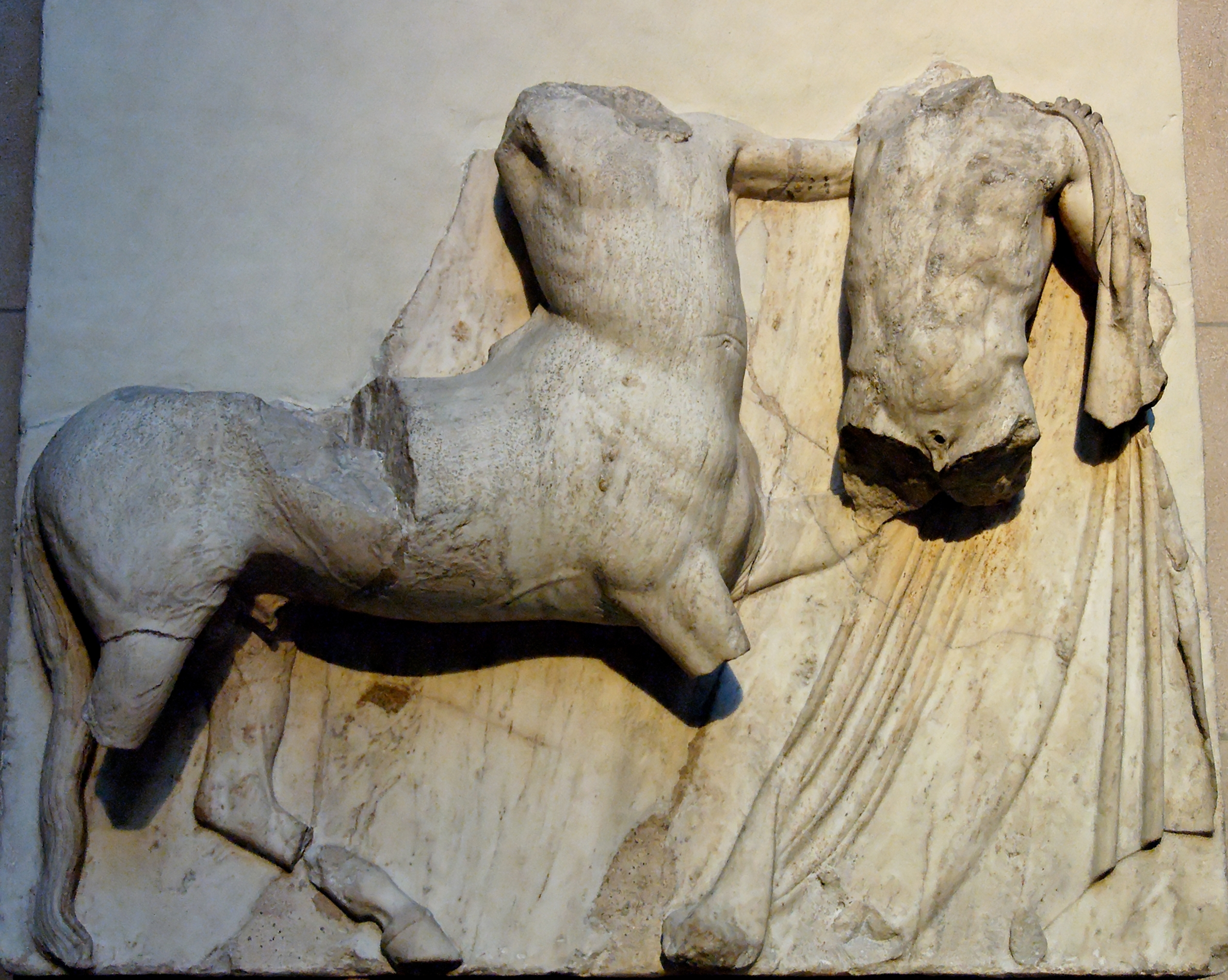
Métope VI sud « volée » par Fauvel (British Museum).
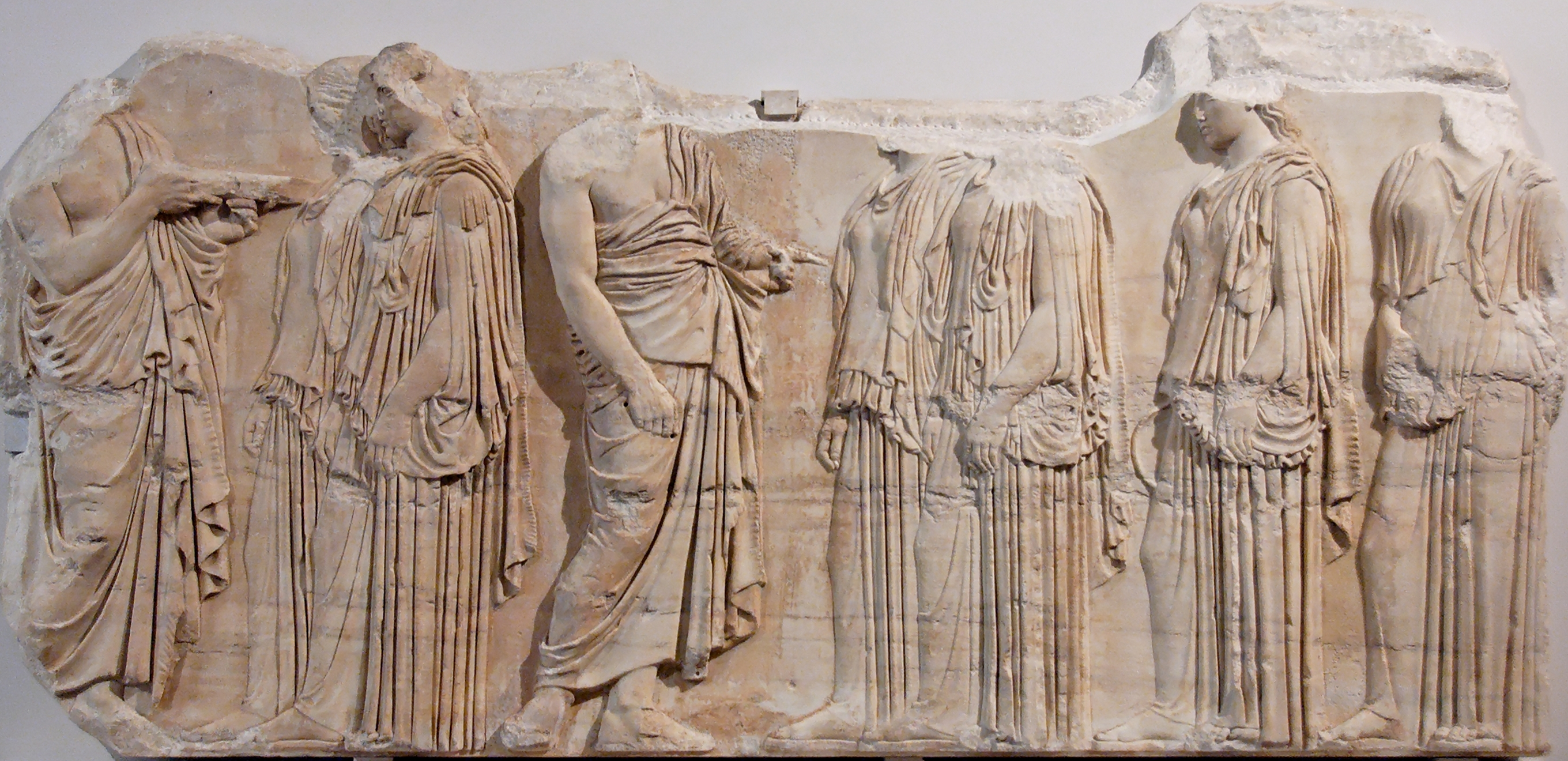
Plaque « des Ergastines » de la frise du Parthénon (Ma 738 MR825).
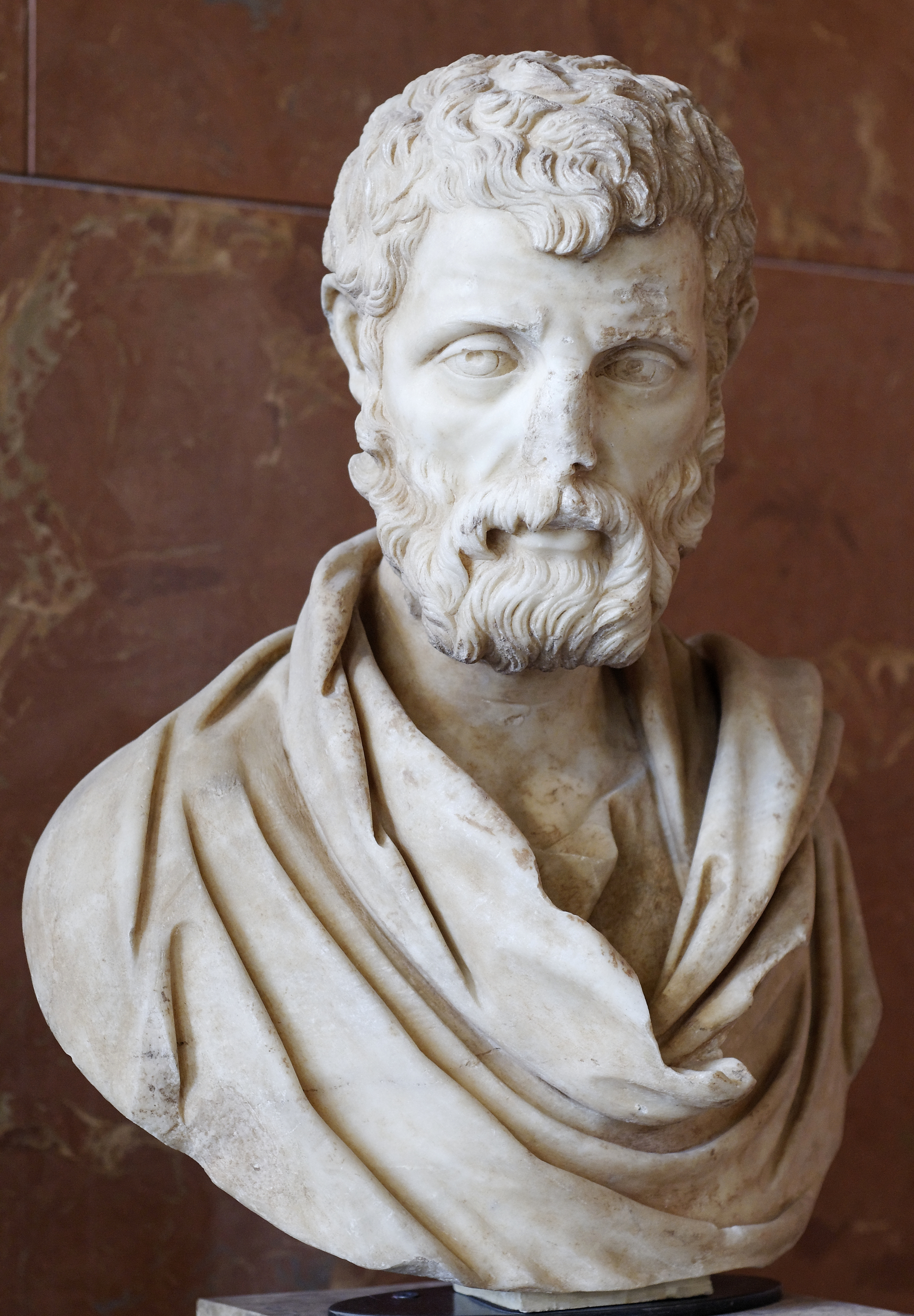
Buste d'Hérode Atticus (Ma 1164)

### Troisième expédition: Athènes, l'Égée et l'Égypte
Choiseul-Gouffier pour retenir Fauvel à son service lui fit miroiter qu'à leur retour à Paris, il pourrait devenir l'intendant de sa galerie d'antiques. Cependant, celui-ci aimait avant tout fouiller et avait hâte de repartir. Il ne quitta Constantinople que le 22 septembre 1790, pour accompagner un voyage d'Antoine-Louis-Octave de Choiseul-Gouffier, le fils de son employeur : Adramytte, Assos, la Troade et une traversée pour rejoindre l'Attique. Dès la mi-novembre, le jeune Choiseul repartit pour la capitale ottomane, avec M. de Chanaleilles. Fauvel avait pour instruction d'attendre son retour pour l'accompagner dans les Cyclades. Il écrivit à nouveau sa lassitude et annonça sa volonté de quitter le service de Choiseul-Gouffier pour trouver un emploi à la cour de Russie. Son patron lui suggéra plutôt de se rendre à Varsovie où Stanislas II envisageait, sur les conseils de Choiseul-Gouffier, d'entreprendre la construction d'un temple à la Sagesse, imité du Parthénon et pour lequel les travaux de Fauvel seraient essentiels. L'ambassadeur demanda alors à Fauvel d'attendre, tout en restant à son service, que le projet se concrétisât. Il resta donc en Attique. Il creusa à Éleusis, cherchant la caverne des mystères. Il continua aussi ses moulages. En février 1791, Choiseul-Gouffier lui parlait toujours du projet de temple à Varsovie et d'un possible firman obtenu par le drogman du Pacha de Morée (qui cherchait à se gagner la protection de la France) permettant de fouiller dans le Péloponnèse (Mégalopolis, Mantinée et surtout Olympie). En août, il était clair que le firman ne serait jamais accordé. Des tentatives de fouiller à Mégare et Éleusis avortèrent aussi. Fauvel fit alors enfin un tour des Cyclades avec le jeune Choiseul : Andros, Tinos et Délos où Antoine-Louis-Octave de Choiseul-Gouffier repéra marbres et autels dignes d'être emportés. Sur l'île sacrée, Fauvel fit le plan du site, mesura diverses statues et tenta de restaurer un portique. Sur Ios, les voyageurs découvrirent ce qu'ils appelèrent le tombeau d'Homère, mais aussi apparemment des statuettes cycladiques (« des figures de marbre de six pouces de long, plates et les mains croisées sur la poitrine »). Ils étaient de retour en Attique à la fin du mois de septembre. Fauvel y resta jusqu'au printemps 1792, à fouiller et faire des moulages. Il séjourna à Constantinople à partir du 26 avril pour repartir vers Alexandrie, atteinte le 10 août,.
En Égypte, Fauvel servit de guide à Antoine-Baudoin-Gisbert Van Dedem, fils de l'ambassadeur des Provinces-Unies à Constantinople ; il mesura et escalada la colonne « de Pompée » ; découvrit un nilomètre couvert de hiéroglyphes ; explora les ruines de Canope et dressa un plan d'Alexandrie. Il revint dans la capitale ottomane en janvier 1793 pour découvrir (non sans bonheur, comme il l'exprime dans une lettre à Cousinéry largement postérieure : « Sorti de la galère Choiseul, je n'y rentre plus : liberté, liberté chérie. » ), que son patron Choiseul-Gouffier avait fui pour la Russie deux semaines plus tôt. Fauvel fit alors la connaissance du consul de France à Salonique, Esprit-Marie Cousinéry, lui aussi archéologue. Ensemble, ils explorèrent la Thrace et la Macédoine pendant huit mois (Abdère, Amphipolis, etc.). Cousinéry fut destitué de son poste de consul par le gouvernement révolutionnaire et alla s'installer à Smyrne. Il est possible que Fauvel ait songé un moment à rentrer en France, mais ne put réaliser son projet, faute d'argent. Il se dirigea vers Athènes en juin 1793 et s'y installa définitivement,.

## Athènes
Lorsque Louis-François-Sébastien Fauvel s'installa à Athènes à l'été 1793, la maigre communauté française n'avait pas été touchée par les troubles révolutionnaires. Le seul changement notable était intervenu en mai 1793, lorsque le vice-consul Gaspari avait prêté serment à la République et changé les symboles (cachet, écusson, etc.) utilisés par sa fonction diplomatique. Cependant, les congrégations ayant été supprimées en août 1792, l'unique moine (un Français) du couvent des Capucins où Fauvel avait l'habitude de descendre, fut contraint de vider les lieux le 29 mai 1794. Le 25 août de la même année, Gaspari dut réaffirmer qu'il n'était pas noble. Quant à Fauvel, il partageait les idées révolutionnaires. Il ne fut donc pas inquiété et bénéficia même de sa proximité politique avec le pouvoir parisien pour faire valoir ses droits. En effet, à son arrivée à Athènes, la congrégation des Capucins ayant fait comprendre à Fauvel qu'il n'était pas le bienvenu chez eux, il s'était d'abord installé dans une vieille maison appartenant à Gaspari. Il s'en plaignit auprès de l'ambassadeur à Constantinople et obtint gain de cause : il put s'installer dans une pièce du couvent « nationalisé » à l'été 1794. De fait, Cousinery trouvait Fauvel trop complaisant avec les « sans-culottes » et trop dur avec les émigrés, et, confronté à son refus d'honorer l'invitation qu'il lui avait faite de lui rendre visite à Smyrne, finit donc par lui rendre lui-même visite en 1797.
Fauvel était sans emploi. Choiseul-Gouffier était parti en lui devant trois ans de salaire (1 500 piastres). Pourtant, Fauvel n'avait pas alors de problèmes pécuniaires. Il semble avoir mené un florissant commerce d'antiquités : les autorités ottomanes lui en avaient accordé le monopole. Il vendit ainsi nombre de monnaies à son ami numismate Cousinéry qui lui écrivait en novembre 1794 : « Vous avez de quoi vivre et vous avez des matériaux pour faire un jour une plus grande fortune. ». Fauvel avait aussi prêté beaucoup d'argent lors de ses séjours précédents, à fort taux d'intérêt, à des Athéniens,,. Cependant, ses ressources s'épuisaient peu à peu et surtout ne lui permettaient aucun projet de fouilles d'envergure. Il chercha donc à nouveau à être financé par les autorités françaises et être enfin reconnu pour ses propres mérites, sans voir son travail confisqué par Choiseul-Gouffier. Début 1795, il sollicita le nouvel ambassadeur de France à Constantinople, Descorches, qui le recommanda au ministère des Affaires étrangères et envoya les mémoires où l'antiquaire exposait ses projets et résultats. Le ministère les transmit au Comité d'instruction publique de la Convention nationale. Descorches fit même publier un résumé des mémoires dans La Décade philosophique. Cependant, malgré un accueil favorable, le financement ne suivit pas. En 1796, Fauvel fit une nouvelle tentative auprès du gouvernement français, par l'intermédiaire du consul-général à Salonique, Félix Beaujour qui suggérait qu'on donnât une patente d'antiquaire à Fauvel ainsi que le droit d'utiliser le couvent des Capucins pour y loger et y entreposer ses découvertes. Beaujour précisait que si ce n'était le cas, Fauvel serait obligé de vendre ses découvertes aux voyageurs britanniques afin de survivre. Il semblerait que cela ait porté ses fruits puisque parmi les instructions au nouvel ambassadeur Aubert-Dubayet, il était demandé d'apporter toute l'aide possible au peintre. Le décès rapide de l'ambassadeur empêcha cependant la concrétisation de ce soutien. Pendant ce temps, pour obliger son ancien patron à lui verser ses arriérés, Fauvel fit placer sous séquestre 24 caisses d'antiquités collectées pour lui. En juillet 1796, il finit par proposer au gouvernement français de les acheter. Il réitéra son offre en décembre. Entre-temps, la première offre avait été acceptée (en novembre) : le vice-consul Gaspari versa, au nom de l'État français, 2 000 piastres à Fauvel qui apprit par la même occasion qu'il avait été nommé en février 1796 « associé non résidant de la section IV (Antiquités et monuments) » de l'Institut de France et qu'il serait stipendié pour son travail,,.

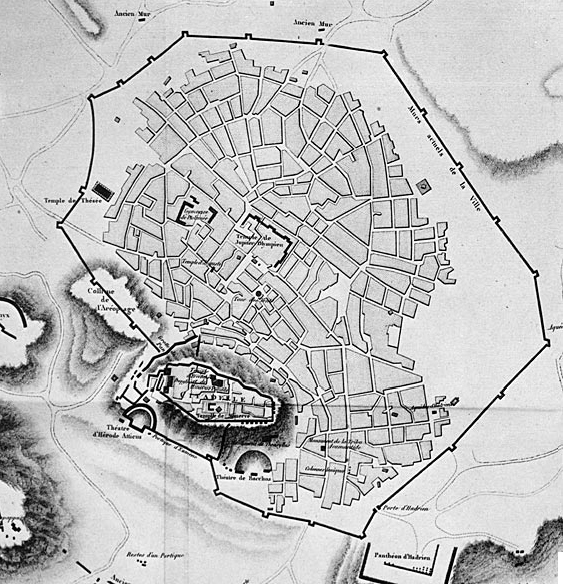
Plan de l'Athènes contemporaine dressé par Louis-François-Sébastien Fauvel (avant 1798).

Fauvel avait en effet pu reprendre son travail archéologique. À l'été 1795, il fouillait aux environs du Pirée. Il mit ainsi au jour deux tombeaux sur la rive nord de l'entrée du port. En s'appuyant sur Pausanias il avança que le premier était le tombeau de Thémistocle. Il considéra alors que la tombe voisine était celle de Cimon. Il voulut aussi voir le « trône de Xerxès » du côté du port Phoron (Keratsini). Il fouilla ailleurs en Attique, dont il préparait un plan détaillé. Seul son plan d'Athènes fut publié. Il travaillait aussi sur une reconstitution en plâtre de l'Acropole. Il voyagea dans le reste de la Grèce. Ainsi, il accompagna à Corinthe, à une date indéterminée (entre 1795 et 1797), Verninac, le nouvel ambassadeur de France auprès de la Porte, mais ils ne purent monter à l'Acrocorinthe. Fin février 1796, il était de nouveau sur l'isthme, avec cette fois-ci l'ambassadeur de Suède à Constantinople. Il visita la Phocide et la Béotie à l'été 1797 avec Félix Beaujour. En 1797, l'ambassadeur Verninac lui fournit un financement et un soutien diplomatique auprès du pacha de Morée pour fouiller à Olympie. Cependant, le pacha fut remplacé et il fallut reprendre tout le travail pour « convaincre » le nouveau. Tous ces délais frustrèrent Fauvel,.
Fin 1797 et début 1798, un nouveau projet occupa Fauvel : la publication de ses travaux. Cousinéry l'y poussait, tout comme Casimir Rostan qu'il avait accompagné lors de son séjour en Grèce. À l'automne 1798, ce dernier l'invitait même à rentrer en France pour mettre en forme toutes ses découvertes. Rostan savait aussi que s'il voulait que Fauvel publiât, il fallait l'accompagner dans son travail en raison, lui écrit-il dans une lettre du 10 fructidor an VI (27 août 1798) : « de l'insouciance que je vous connais […] vous ne vous mettrez jamais de bon cœur à l'ouvrage si vous n'êtes un peu aiguillonné. ».
À cette date, Fauvel avait achevé le travail qui fit sa renommée : son plan d'Athènes, le plus précis réalisé alors. Il fut publié pour la première fois en 1801 dans l’Atlas de Guillaume-Antoine Olivier (passé par Athènes en 1798). Le plan fut repris ensuite par Robert Walpole en 1817. D'autres voyageurs de passage en réalisèrent aussi des copies ou des calques (Thomas Hope pr exemple). Le dessin original (crayon, encre et aquarelle) est réalisé sur une feuille carrée de 30 centimètres de côté. Les villes ancienne et moderne sont représentées. Le code couleur permet de repérer les éléments (bleu ciel : églises byzantines ; gris : monuments antiques ; rose : bâtiments turcs).

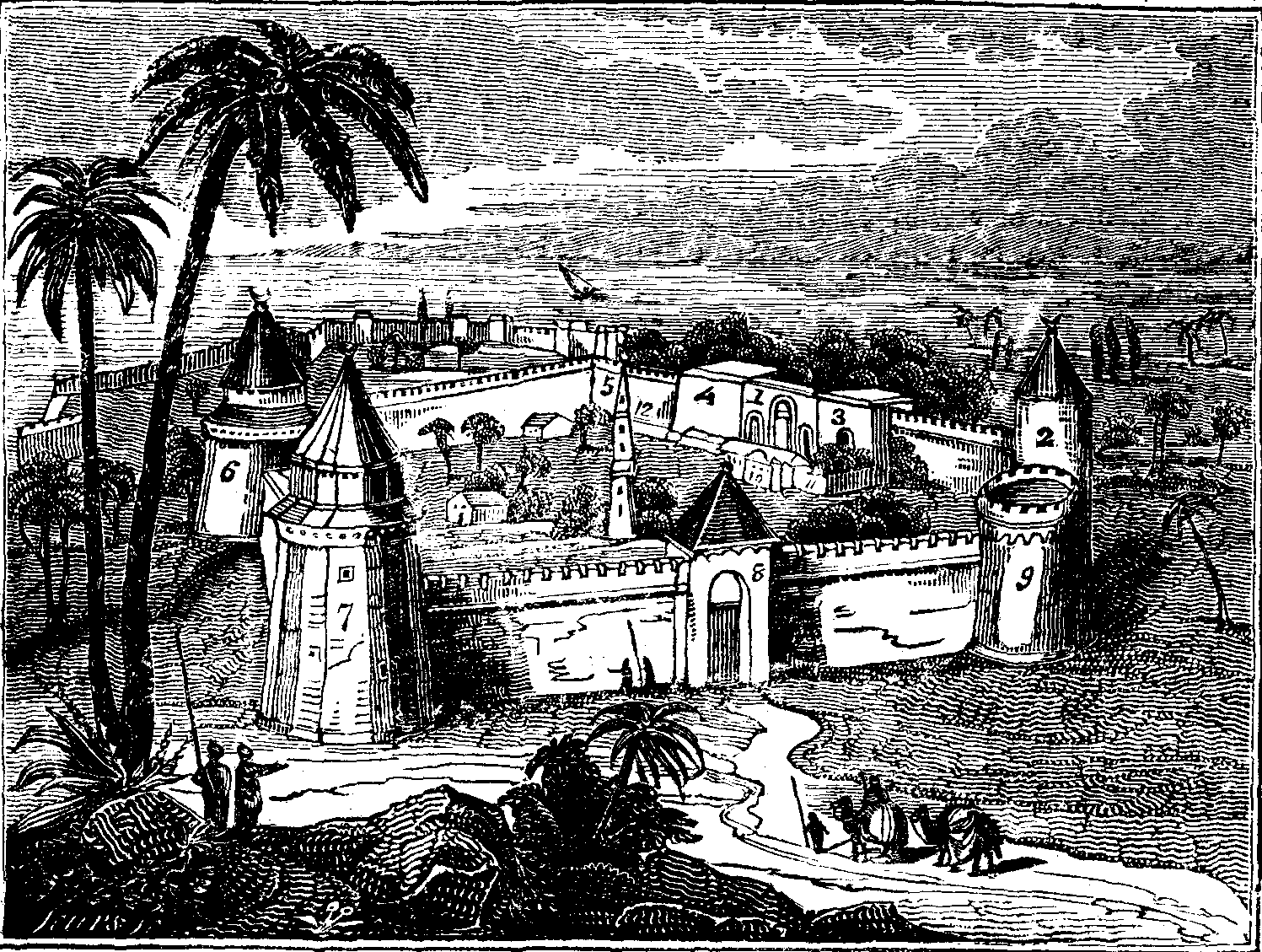
La forteresse des Sept Tours en 1827.

Cependant, la Campagne d'Égypte venait de commencer. Athènes fut mise en état de siège et les Français qui y résidaient furent incarcérés, dont Fauvel qui avait été opéré quelques mois plus tôt d'une hernie. Une lettre du vice-consul Gaspari, en avril 1800 permet de connaître le sort de la communauté française. Tous arrêtés en novembre 1798, Ils furent incarcérés un peu plus de dix-huit mois, rançonnés pour subvenir à leurs besoins ; leurs biens furent confisqués et vendus. Une grande partie des papiers, notes, dessins et esquisses de l'archéologue disparut alors. Il en vendit, pour disposer d'argent liquide, à John Hawkins et à Thomas Hope, ainsi qu'une cinquantaine de dessins au voyageur britannique John Tweddell. Après la mort de celui-ci en juillet 1799, ils furent achetés par Lord Elgin, alors ambassadeur britannique auprès de la Sublime Porte ; ils furent mouillés dans le transport et disparurent à leur tour dans les années qui suivirent. De même, au moment de son arrestation, Fauvel fit détruire sa maquette en plâtre de l'Acropole (peut-être pour ne pas être accusé d'espionnage). Fauvel avait obtenu, grâce à un diplomate napolitain, le comte Luolf, d'être libéré plus tôt que les autres, vers mi-1799 — il était présent pour enterrer le 25 juillet (dans le « Théséïon ») son ami John Tweddell — mais un firman arriva ensuite de Constantinople ordonnant qu'il soit remis en prison. Il y resta quand les autres Français furent libérés, après la convention d'évacuation de l'Égypte. Fauvel fut alors transféré à la prison des Sept-Tours dans la capitale ottomane. Il y fit la connaissance de François Pouqueville. Il recouvra la liberté à la fin de l'année 1801 et fut expulsé de l'Empire ottoman. Il arriva à Toulon en novembre, dans un tel dénuement qu'il ne put payer ni les frais de quarantaine ni le prix de son voyage vers Paris : c'est seulement grâce à un prêt du préfet qu'il put rejoindre en décembre la capitale,,,,.

## Second bref retour en France
Louis-François-Sébastien Fauvel fut immédiatement reçu par ses collègues de l'Institut, à qui il exposa ses découvertes. Il fut ensuite très assidu aux séances de la classe de Littérature et Beaux-Arts, auxquelles il participa activement. Le mémoire qu'il rédigea et présenta au printemps 1802 fut très apprécié par ses collègues. Il fut suggéré de le publier dans les Mémoires de l'Institut, mais, il fut finalement considéré que Fauvel préférerait peut-être le publier lui-même, dans une version augmentée. Comme pour tous ses autres travaux, celui-ci ne vit jamais le jour. Ainsi, il avait organisé un album avec toutes ses monnaies : chaque pièce avait un numéro d'inventaire et avers et revers étaient dessinés. Il le confia à Rostan lorsqu'il repartit en Grèce pour qu'il le fit graver et publier. Cependant, dès 1803, Fauvel avait vendu sa collection à des voyageurs britanniques, rendant la publication caduque (Rostan donna l'album au musée du Vieil-Aix où il est toujours). Fauvel fut également contacté par le Muséum central pour déballer, organiser et aider à la restauration de la collection Choiseul-Gouffier, toujours enfermée dans ses caisses, depuis 1792. Une partie des caisses contenait ce qui avait été confisqué à Athènes à l'initiative de Fauvel ; mais le reste, arrivé avant était dans une situation légale ambigüe. En effet, cette partie de la collection n'avait pas encore été saisie par l'État et le 6 floréal an X (25 avril 1802), un sénatus-consulte laissait aux émigrés la propriété des biens qui n'étaient pas encore passés aux mains de l'État. Aussi, la question se posait pour la collection Choiseul : la confiscation de 1796 concernait-elle l'intégralité ou seulement la partie saisie à Athènes,, ? Par contre, les moulages arrivés dans les envois précédents avaient été mis à profit. Ainsi, les architectes Jacques Molinos et Jacques-Guillaume Legrand s'en inspirèrent pour le décor d'une fontaine et d'un de leurs immeubles parisiens.
Matériellement, Fauvel était ruiné. Sa famille ne pouvait lui apporter de soutien : sa mère était morte pendant son séjour en Orient ; son frère cadet n'avait que peu de revenus et sa sœur refusait de l'aider. Choiseul-Gouffier rentra d'émigration, grâce à l'amnistie accordée par Napoléon Bonaparte en avril 1802. Les deux hommes se réconcilièrent, en grande partie parce que Fauvel avait réussi à empêcher la confiscation de l'intégralité de la collection lorsqu'il ouvrit les caisses, se contentant de livrer au Musée central la partie saisie à Athènes, laissant le reste à son ancien patron. Cependant, il se refusait à reprendre un emploi subalterne. Il était membre de l'Institut et voulait en vivre. Surtout, il voulait retourner en Grèce. Dès janvier 1802, le conseil du Louvre transmit au ministère de l'Intérieur la demande de Fauvel de financement d'une expédition en Grèce, sur des bases assez proches de ce qu'il avait déjà suggéré. Il écrivit même en ce sens au Premier Consul. Il proposait soit de fouiller à Olympie, avant que les Britanniques ne le fissent, soit de monter une entreprise d'extraction de marbre du Pentélique qui serait utilisé par les sculpteurs en formation pour copier les moulages qu'il avait faits des œuvres de Phidias. Ces projets ne furent pas acceptés. Fauvel fut déçu : de n'avoir pas été entendu du ministre de l'Intérieur et surtout de n'avoir pas été soutenu par ses collègues de l'Institut,,.
Son ami Jean-Baptiste Le Chevalier, qui avait été le secrétaire de Choiseul-Gouffier lors de son ambassade, utilisa ses relations pour attirer l'attention de Talleyrand sur Fauvel. Ce dernier fut alors nommé sous-commissaire aux relations commerciales (donc vice-consul) à Athènes le 12 juillet 1802. Il passa l'été 1802 à Nouvion où habitait son frère et alla s'embarquer pour la Grèce à Marseille en octobre. Sur le port, il tomba sur Gaspari qui affirmait quant à lui qu'il venait tout juste de se faire confirmer dans ses fonctions. L'altercation entre les deux hommes fut, semble-t-il, assez violente, Fauvel ayant un vocabulaire très étendu. Les deux hommes ne s'étaient jamais appréciés. La concurrence pour le poste de vice-consul aggrava les choses. Finalement, Le Chevalier régla le problème : Fauvel était bel et bien le vice-consul, tandis que Gaspari restait consul honoraire, en reconnaissance de ses quarante ans de loyaux services, mais sans traitement ni pension. Il était donc de fait mis à la retraite et resta en France. Fauvel s'embarqua. Après avoir fait naufrage dans le sud du Péloponnèse, été poursuivi par la flotte britannique et fait escale à Constantinople, il était de retour à Athènes le 18 janvier 1803,,,.

## Vice-consul à Athènes

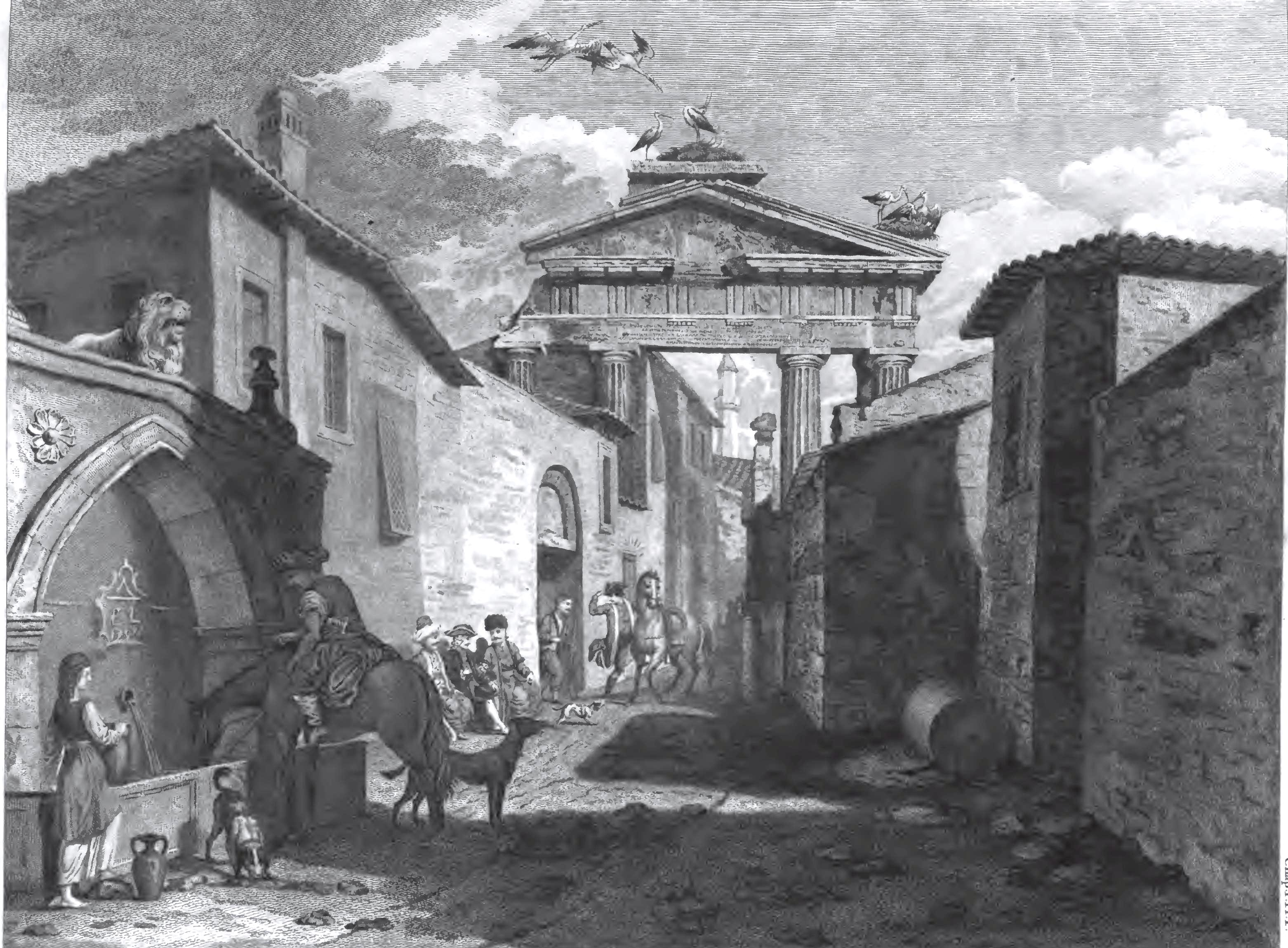
Le portique de l'Agora romaine d'Athènes enchâssé dans la ville médiévale.

À Athènes, les premières années, Louis-François-Sébastien Fauvel s'installa au consulat de France sur l'Agora romaine, près de la porte d'Athéna Archegetis. Ce fut là aussi qu'il entreposa ses premières découvertes. À partir de 1810, il habita dans une maison du quartier de Vlassarou construit sur l'Agora d'Athènes, entre l'Odéon d'Agrippa, la stoa d'Attale et la voie sacrée des Panathénées ; le quartier a été détruit lors des fouilles américaines dans les années 1930. Il avait lui-même tracé les plans de cette maison, bâtie entre 1806 et 1809. Elle était remplie des œuvres qui constituaient son « musée ». Il y vivait avec une jeune Turque qu'il avait élevée comme sa fille et qu'il avait mariée avec son janissaire. Il semblerait qu'il ait eu des relations plus cordiales avec les Turcs qu'avec les Grecs pour lesquels il avait peu de considération. Tous, Grecs comme Turcs, étaient ses débiteurs : il avait continué à prêter de l'argent,,. Les papiers qu'il a laissés montrent qu'il parlait alors l'italien, l'anglais, le turc, le grec moderne et avait des rudiments d'arabe. Il avait appris le latin lors de sa scolarité, mais il n'apprit jamais le grec ancien. Lorsqu'il fut enfermé à la prison des Sept-Tours à Constantinople en 1799-1801, avec François Pouqueville et Julien Bessières, ces derniers prirent des leçons de grec ancien avec Jean-Daniel Kieffer, drogman de l'ambassadeur de France. Il ne semble pas que Fauvel en ait profité directement. Apparemment, il considérait qu'il connaissait assez de grec moderne pour réussir à avoir une idée générale de la signification d'un texte ancien.
Fauvel n'eut jamais beaucoup de travail en tant que vice-consul de France à Athènes, à tel point qu'il n'envoyait que rarement des rapports au ministère, ce qui finit par lui être reproché. Athènes était alors une petite ville et la communauté protégée par les autorités françaises était plus que réduite. En novembre 1816, elle comptait, outre Fauvel, toujours le vieux capucin et à peine plus d'une dizaine d'autres personnes. Cela limitait ses obligations d'officier d'état-civil, ou de délivrance de passeports. Il lui était surtout demandé de relater comment les nouvelles de France et des guerres napoléoniennes étaient accueillies. Il n'eut guère à se préoccuper des intérêts commerciaux français (tâche principale des autres consuls) : un seul commerçant français était installé à Athènes lorsque Fauvel y revint. Le marchand mourut en 1815 et aucun autre ne s'installa. La piraterie qui régnait en Égée ne facilitait pas alors le commerce. De plus, l'Attique était une région pauvre qui commerçait peu. De 1803 à 1818, aucun navire français ne fit escale au Pirée. Cette année-là, deux navires vinrent charger de l'huile d'olive. Le voïvode d'Athènes déclara que l'exportation de ce produit était interdite, exigea des taxes, fit saisir la marchandise et emprisonner les capitaines. L'affaire dura un an,.
Quelques autres épisodes, sans vraiment grande importance, brisèrent la routine et restèrent dans les courriers de Fauvel. En 1806, le supérieur du couvent des capucins fut surpris avec une Grecque mariée ; comme il était Génois, donc protégé diplomatiquement par la France, mais qu'il exprimait des opinions anti-françaises, Fauvel le fit chasser. En 1809, il se brouilla avec son drogman, Pierre Gaspari, de la famille du vice-consul qu'il avait remplacé. En 1812, il offrit l'asile dans la représentation diplomatique à un Turc qui avait tué un Grec : il y fut assiégé douze jours. En 1820, un jeune Français eut une altercation avec le consul d'Autriche : Fauvel prit sa défense et se brouilla avec le reste de la communauté diplomatique d'Athènes. Ce fut au point où le consul de Hollande, d'origine corse, l'attendit un soir avec un fusil. Fauvel montra à chaque fois, comme à Marseille dans sa querelle avec Gaspari, son très mauvais caractère. En fait, tout l'aspect diplomatique l'intéressait peu : il était en Grèce pour ses travaux archéologiques,.

## Travail archéologique

### Concurrence avec Lusieri et les Britanniques

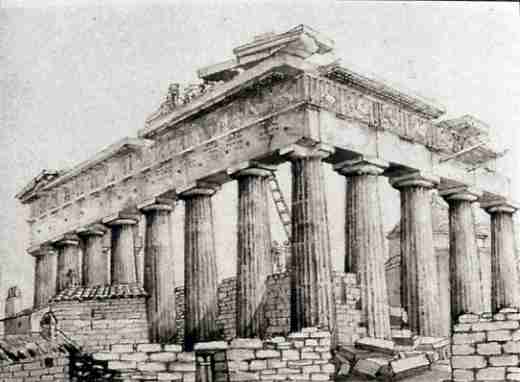
Lusieri sur le Parthénon.

Dans le cadre de ses travaux archéologiques, Fauvel se trouvait en forte concurrence avec Giovanni Battista Lusieri, l'agent sur place de Lord Elgin. Alors qu'il disposait du monopole du commerce des antiquités avant ses arrestation et exil de 1798, les Britanniques l'avaient remplacé. Ils avaient aussi profité de leur position diplomatique favorable à la suite de la Campagne d'Égypte pour obtenir le droit de travailler sur le Parthénon, puis d'en enlever les sculptures. Ils avaient profité de l'emprisonnement puis l'exil de Fauvel pour récupérer tout son matériel : échafaudage et chariot principalement. Ils essayèrent même de prendre possession des antiquités que le Français avait entreposées dans le couvent des Capucins. Dès son retour à Athènes, Fauvel écrivit à l'ambassadeur de France à Constantinople, le général Brune à ce sujet. Les positions diplomatiques ayant changé, il obtint en novembre 1803 la fin des travaux des agents de l'ambassadeur britannique auprès de la Sublime Porte. En 1805, toute fouille en Attique fut même interdite par le pouvoir ottoman. La concurrence diplomatico-archéologique entre France et Grande-Bretagne se déplaça sur un autre plan,,,,.
Ainsi, il restait au Pirée vingt-six caisses de la collection Choiseul-Gouffier (une métope du Parthénon, des inscriptions, des moulages dont celui d'une caryatide, etc.). Fauvel, réconcilié avec son ancien patron, les envoya en France au début de l'été 1803. La guerre entre les deux pays venait de reprendre ; le navire français fut arraisonné et sa cargaison confisquée à Malte. En parallèle, Lord Elgin se trouvait en France quand les hostilités reprirent : il fut arrêté et emprisonné à Melun. Fauvel suggéra alors que les caisses de sa collection, stockées au Pirée, fussent confisquées. Brune était d'accord. Cependant, la confiscation ne put se faire. En 1807, la situation se renversa complètement : la guerre anglo-turque commença : Lusieri fut à son tour chassé d'Athènes, abandonnant son matériel (celui de Fauvel) et les antiquités qu'il s'était appropriées. Avec l'aide de Pouqueville, devenu le médecin d'Ali Pacha de Janina, Fauvel réussit à s'emparer d'une partie de la collection. Cent-vingt vases gagnèrent l'Épire à dos de mulet. Par contre, rien ne fut possible pour les marbres du Parthénon : trop lourds, ils ne pouvaient traverser la Grèce d'est en ouest et la puissance maritime britannique empêchait un transport par la mer. Fauvel cachait mal son irritation. En effet, des navires anglais venaient régulièrement au Pirée se charger des caisses des marbres d'Elgin sans qu'il pût rien faire,,,.

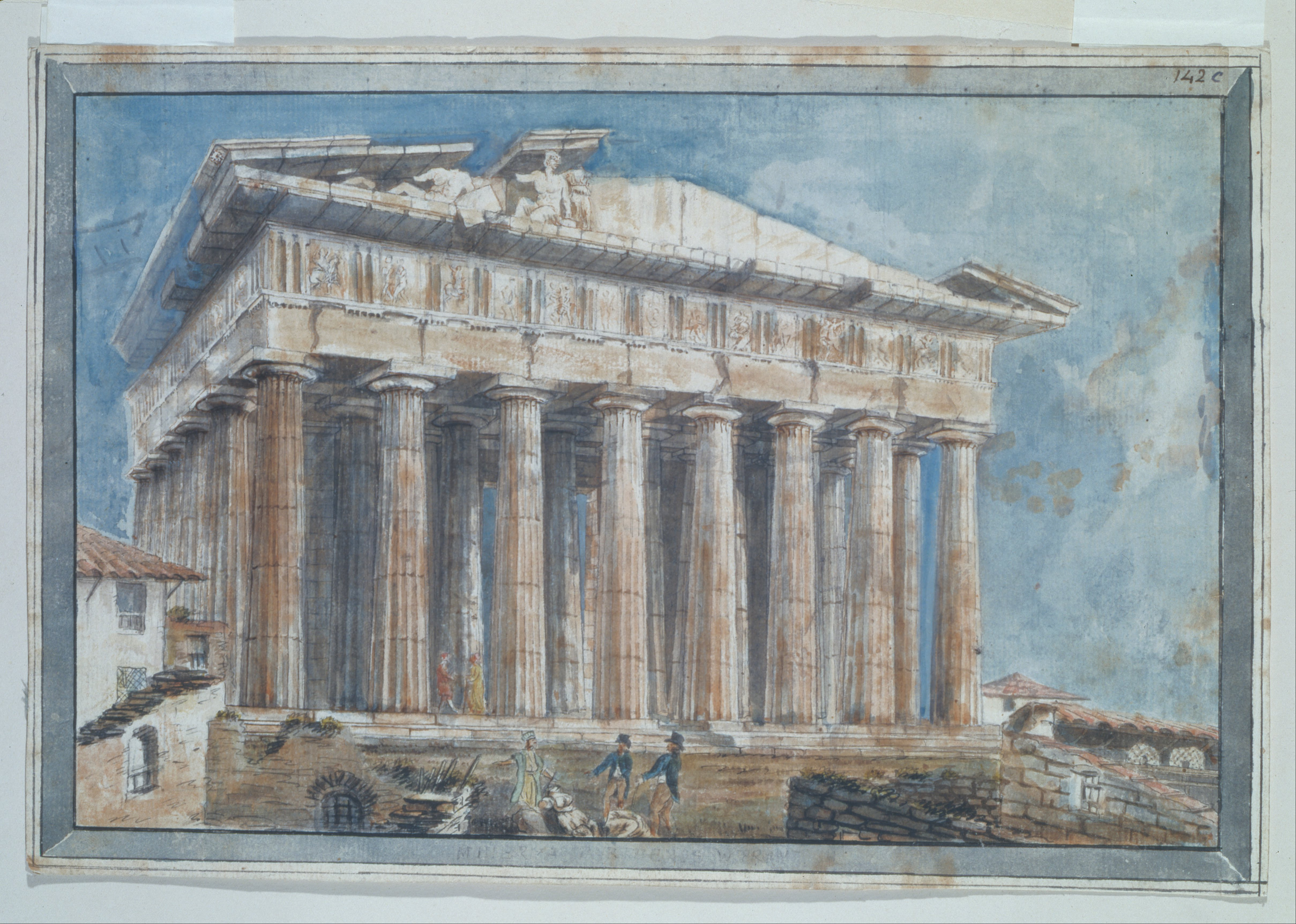
William Gell, Elgin enlevant les sculptures des frontons du Parthénon., 1801.

De plus, Fauvel se trouva bloqué dans ses projets archéologiques. En fait, il avait du mal à se contenter de son poste de vice-consul. Certes, celui-ci lui offrait des revenus fixes ; mais il aurait préféré que le gouvernement français lui accordât le titre (et la fonction) d'« antiquaire » qui lui aurait alors ouvert des possibilités de financement de grands chantiers de fouilles. Vice-consul à Athènes, il ne pouvait trop s'éloigner de la ville. Il semble que le ministère ait toléré des absences de huit à dix jours maximum, ce qui signifiait que Fauvel ne pouvait guère aller plus loin qu'à Égine  ou en Béotie. Par ailleurs, il n'avait pas les moyens financiers pour fouiller, ni même obtenir les autorisations pour fouiller. À l'été 1804, le général Brune eut le projet d'entreprendre des fouilles. Fauvel devait recevoir l'aide de Louis Allier de Hauteroche. Mais, l'ambassadeur français venait d'exiger la fin du firman accordé à Lord Elgin, il ne pouvait en demander un pour lui trop tôt. Rien ne se passa avant son remplacement par Horace Sébastiani. Ensuite, même avec un soutien politique (l'ambassadeur Sébastiani en 1806 ou Ali Pacha de Janina en 1807), les fonds manquaient pour réaliser les projets. Les ressources personnelles de Fauvel ne suffisaient pas ; il devait de plus subvenir aux besoins de son frère devenu invalide,,. Alessia Zambon estime, à partir du traitement de vice-consul de Fauvel (500 francs par mois) et les coûts de fouilles financées par d'autres dans les années 1810, qu'une fouille de l'ordre de celle qu'il avait réalisée à Santorin en 1788 (une douzaine d'ouvriers pendant près de trois semaines plus les frais annexes) lui aurait coûté l'intégralité de son traitement mensuel. De plus, avec ses moyens limités, il n'était pas vraiment en mesure de rivaliser avec les agents de Lord Elgin, les Xénéion ou tout autre voyageur de l'époque. Lusieri put en effet entretenir entre trois cents et quatre cents ouvriers sur l'Acropole ; Gropius employa cent à cent cinquante hommes sur le temple d'Apollon à Bassae. Edward Dodwell réussit à faire ouvrir trente tombeaux attiques en une journée à sa dizaine d'ouvriers. William Gell fit raser plusieurs maisons d'Éleusis pour atteindre le site antique.
Louis-François-Sébastien Fauvel devait se contenter de fouilles limitées, et clandestines en raison de l'interdiction ottomane, souvent l'ouverture de tombeaux. Il était alors accompagné des deux mêmes hommes : son janissaire « Pierre » (son nom de famille n'est pas connu) et le sergent Maury. Le plus souvent, lors de ses explorations de l'Attique, des fragments de marbre attiraient l'attention de Fauvel ; il procédait à un « sondage » avec une épée ; si la présence d'un tombeau était alors probable, les trois hommes creusaient. Si l'objectif principal était les objets, Fauvel cependant prenait des mesures (cercueil, emplacement des objets, position, taille, et orientation du squelette). Il envoya des comptes-rendus pour ce type de fouilles en septembre 1806, décembre 1807, mai 1809, avril et décembre 1811, mai 1813, avril 1819 et octobre 1820. À l'été 1806, il ouvrit le tombeau d'une « prêtresse de Minerve » ; cette découverte le marqua beaucoup. Il y trouva le squelette sur un matelas, une couronne en cuivre doré, les restes d'un coffre orné de motifs de feuille en ivoire, les fragments d'un instrument de musique, un peigne, un strigile et deux vases. Ailleurs, en tamisant les cendres, il acquit la conviction que les Grecs mettaient bel et bien une obole dans les tombes : il en trouva même une encore dans la mâchoire d'un crâne. Il identifiait les tombes des femmes grâce à la présence de miroir. Il trouva nombre de lamelles portant le nom du défunt, ainsi que des fers de lance, etc. Entre Daphni et Éleusis, il explora un complexe dédié à Aphrodite et y mit au jour un petit temple dorique. Deux tourterelles de marbre lui permirent d'identifier un temple à cette déesse. Il en conclut que les colonnes ioniques que Lord Elgin avait fait retirer du monastère voisin provenaient d'un temple d'Apollon. En creusant au Dipylon, il découvrit trois bustes féminins en plâtre, grandeur nature, qu'il identifia à Faustine la Jeune et une autre impératrice (non nommée). Près d'Aixonè, Fauvel mit au jour des urnes funéraires, dont une en bronze. Une statue de lionne lui fit considérer que la tombe sur laquelle elle se trouvait était celle de Leaena, la maîtresse d'Aristogiton,,. Ses travaux lui valurent une réputation d'infaillibilité : il aurait été capable, rien qu'en regardant le sol, de dire ce qui serait découvert lors de la fouille. Pour Alessia Zambon, si cette capacité semblait surnaturelle à ses contemporains, elle était en fait due à une longue expérience du terrain. Il fut choisi comme correspondant de l'académie ionienne en août 1810.

### Les découvertes desXénéionet la Vénus de Milo

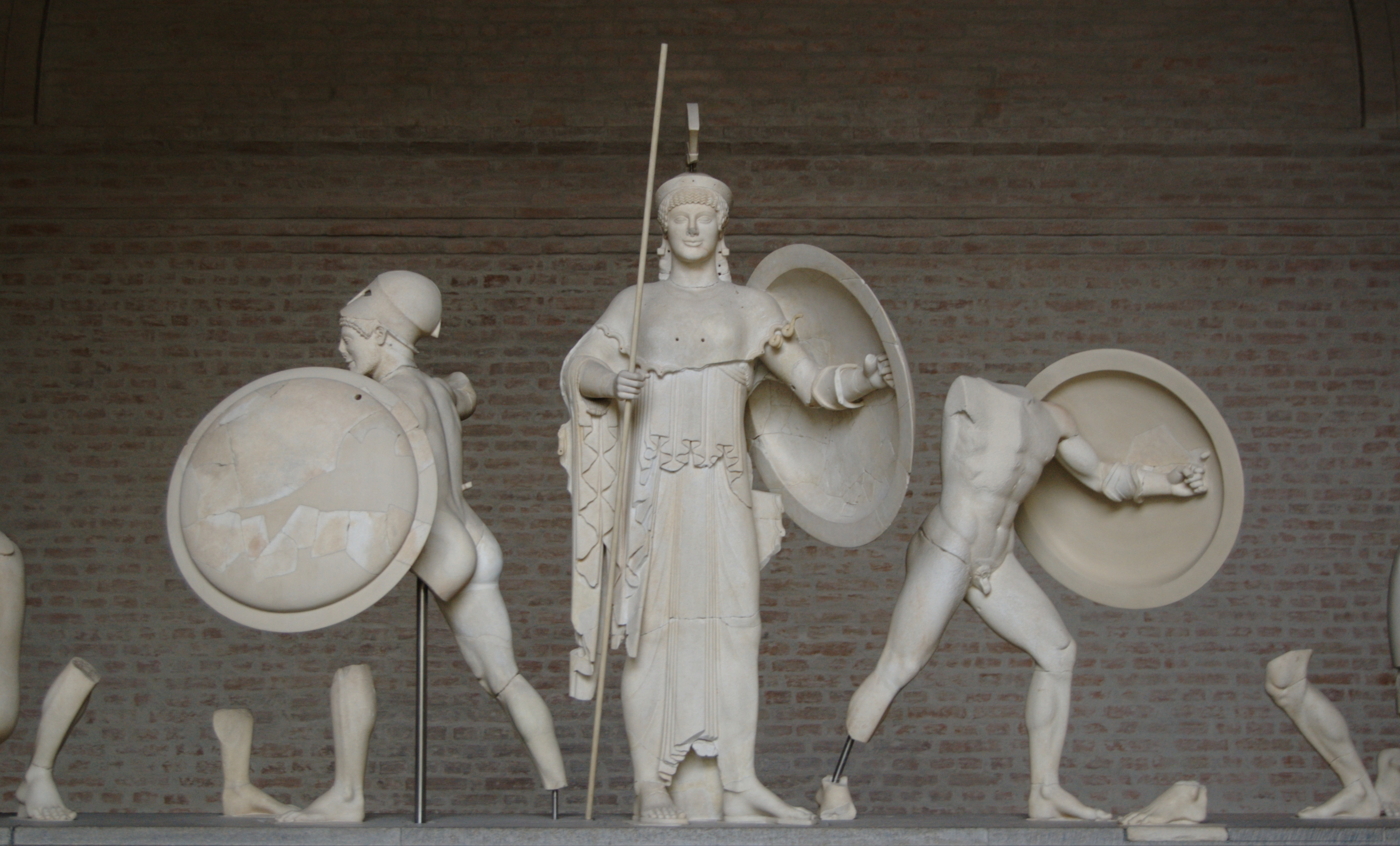
Fronton ouest du temple d'Aphaïa.
(Glyptothèque de Munich, no 80, 74, 76.)

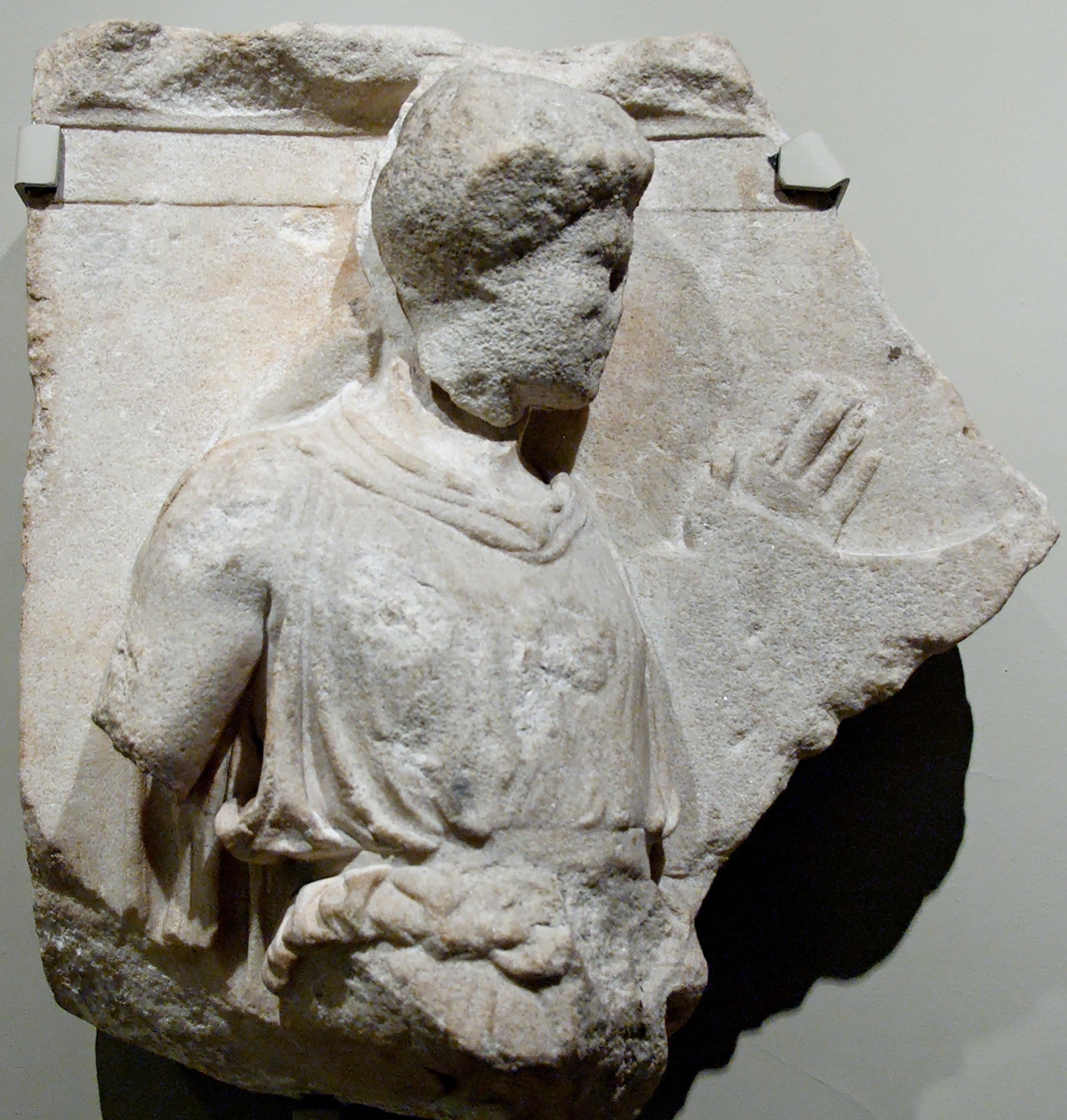
Fragment de la frise de Bassae.
(British Museum, BM510).

Au début des années 1810, le gouvernement impérial français confia à Fauvel la mission d'acquérir des antiquités,. Il arriva trop tard pour acheter les objets mis au jour par Véli-Pacha à Argos : des voyageurs anglais (Henry Gally Knight et John Nicholas Fazakerley) furent plus rapides,.
Les marbres d'Égine furent alors mis en vente par leurs découvreurs (les Xénéion). Fauvel considéra à raison que les statues des frontons représentaient des combats de la guerre de Troie. Au cas où la France ne pourrait les acquérir, il moula ce qu'il considérait comme les plus beaux éléments, dont toutes les têtes. Le Prince-régent britannique offrit 6 000  à   8 000 £. Le ministre des Affaires étrangères français, le duc de Bassano, autorisa Fauvel à aller jusqu'à 160 000 francs-or (l'équivalent de 6 000 £). Cependant, l'atmosphère de guerre fit que les marbres furent d'abord mis en vente à Zante puis que la vente se conclut à Malte. Fauvel ne put s'y rendre et les marbres furent achetés par le prince de Bavière Louis de Wittelsbach pour 70 000 florins en 1812,,.
Les mêmes voyageurs-archéologues qui avaient découvert les marbres d'Égine avaient aussi mis au jour la frise de Bassae (du temple d'Apollon à Bassae). Le temple étant attribué à Ictinos, Fauvel considéra que la frise était de Phidias et en marbre de Paros, jusqu'au moment où il put en voir des représentations. Il estima alors qu'elle ne valait guère plus que les 90 000 francs-or (autour de 3 500 £) qu'il proposa ; finalement, la France proposa 7 000 £. Le prince de Bavière en offrait trois fois plus et les vendeurs refusaient de négocier à moins. Ce fut finalement la Grande-Bretagne qui l'acquit pour 15 000 £ (375 000 francs) en 1814,,.
Fauvel passa donc à côté de tous les grands événements archéologiques des années 1810-1820, même l'achat de la Vénus de Milo par la France se fit sans lui. Malgré tout, il donna un avis favorable à l'acquisition de l'œuvre, après avoir reçu un dessin du buste. Cet avis arriva après l'achat par le vicomte de Marcellus. Lorsque le navire la transportant fit escale au Pirée, le vieux vice-consul se déplaça pour l'admirer et réitérer ses compliments : il la déclara supérieure à la Vénus d'Arles ou à la Vénus de Médicis et aussi belle que la « Vénus » du Capitole. L'avis de Fauvel fut ensuite sollicité dans la querelle de la « pomme de discorde ». En effet, si dès la découverte les bras manquaient, des fragments avaient été retrouvés, dont une main tenant une pomme. Marcellus considérait la facture de cette main comme trop grossière pour appartenir à la statue. Il y voyait une tentative plus récente de restauration. D'autres, comme le vice-consul à Milos, Louis Brest, affirmaient que ce fragment prouvait que le thème de la statue était « Vénus recevant la pomme de discorde ». Le comte de Forbin sollicita l'avis de Fauvel qui se prononça en faveur de la version de Marcellus,.

### Exploration d'Athènes et de l'Attique
Louis-François-Sébastien Fauvel utilisa ses nombreuses années à Athènes et en Attique pour en étudier la topographie antique, cherchant à repérer les monuments anciens dans la ville moderne, à l'aide de Pausanias principalement, mais aussi d'autres auteurs antiques et des voyageurs qui l'avaient précédé. Cependant, à cause de sa méconnaissance du grec ancien, il devait travailler avec des traductions. Jusqu'en 1805, il ne disposait que d'une traduction française de Pausanias, réalisée par Nicolas Gédoyn en 1731. Il y supposait nombre d'erreurs de traduction, mais il ne pouvait les repérer. Après cette date, il avait reçu de Barbié du Bocage la traduction latine par Romolo Quirino Amaseo remontant à 1547, mais annotée par Joachim Kühn en 1696. Cette édition mettait face à face le texte grec ancien et sa version latine. Fauvel utilisa alors ses connaissances de grec moderne pour « corriger » les passages qu'il considérait « mal traduits ». Dès 1815, il reçut la nouvelle traduction française par Étienne Clavier (datant de 1814). Il commença alors à comparer les mérites des différents textes. Pour Thucydide, il disposait de la traduction française de Pierre-Charles Levesque de 1795. Fauvel lisait Strabon dans deux traductions : une en latin, l'autre en italien (éditions non identifiées). Les voyageurs modernes consultés étaient Tournefort (fin XVIIe siècle), Claude-Louis Fourmont (début XVIIIe siècle), Stuart et Revett (milieu XVIIIe siècle), Le Roy (même époque) et Richard Chandler (deuxième moitié du XVIIIe siècle), dans sa traduction en français par Barbié du Bocage en 1806. Outre ces témoins directs, Fauvel avait à sa disposition l’Anacharsis de Barthélemy et l’Archaeologia graeca de John Potter (1697-1698). D'un séjour athénien à l'autre, cependant, la façon de travailler de Fauvel avait évolué. Lorsqu'il travaillait pour Choiseul-Gouffier les premières années, il se contentait des observations des voyageurs qui l'avaient précédé. Ses séjours prolongés ensuite lui permirent une exploration et une réflexion plus approfondies. Il remit alors en cause les identifications parfois hâtives des voyageurs anciens. S'aidant des toponymes et usages modernes, en plus de son Pausanias, il travailla sur le terrain, considérant que les monnaies, inscriptions et textes n'étaient que des indices quand les vestiges constituaient des preuves irréfutables. Il alla cependant un peu trop loin dans son travail systématique d'exploration, ne voulant laisser de vestiges non identifiés. Parmi ses attributions les hypothèses justes se révélèrent finalement aussi nombreuses que les erronées. Ses successeurs ne furent pas forcément plus efficaces ou exacts dans leurs propositions d'identifications et au XXIe siècle encore les archéologues ne s'accordent pas sur tous les noms ou toutes les localisations.
Ne pouvant s'éloigner d'Athènes, ni vraiment y fouiller, Fauvel n'en profita pas non plus pour mettre en forme ses notes et travaux. En fait, il manquait de l'instruction nécessaire. Il avait eu une formation d'artiste, pas d'érudit classique. Il avait des difficultés dans la traduction du grec ancien. Le plus souvent, il se contentait de relever les inscriptions (plus ou moins correctement) et de les envoyer à ses correspondants. Il était beaucoup plus à son aise dans les études d'architecture. Cependant, il confia souvent à ses correspondants le soin de mettre en forme et publier ses observations, comme Otto Magnus von Stackelberg ou Ludwig Ross. Ses notes montrent qu'il avait découvert la polychromie des statues antiques mais, c'est Charles Robert Cockerell qui en est crédité. La plupart des découvertes de Fauvel sont dispersées dans ses papiers. On peut ainsi y lire ses explorations de l'Acropole (alors encore urbanisée). Il fut le premier à constater que les colonnes ioniques des Propylées reposaient sur une base sans plinthe. Il y vit aussi ce qu'il appela un « chemin pour les chars » dans une lettre de 1806. S'il attribua (à tort) la destruction du temple d'Athéna Nikè à la Quatrième croisade, il se montra persuadé que ses fragments se trouvaient dispersés dans les divers bâtiments de la forteresse et pourraient, retrouvés, permettre de le reconstituer. Il fut aussi un des premiers à orienter correctement le Parthénon, mais il continua avec les autres voyageurs et archéologues à inverser les thèmes des frontons,. Il semble que son avis ait aussi évolué à propos de ces derniers. Comme il nota que les colonnes intérieures lui semblaient dater du « Bas-Empire », il commença par identifier les figures d'Hadrien et de Faustine sur l'un des frontons, de style différent du reste et peut-être ajoutées ensuite pour honorer l'Empereur. Nombre de ses successeurs se réclamèrent de son autorité pour l'affirmer à leur tour. Cependant, il aurait fini par reconnaître la main de Phidias sur l'ensemble des sculptures. Il en fut de même pour les identifications des théâtres de Dionysos et Odéon d'Hérode Atticus : longtemps, il adopta l'avis des voyageurs qui considéraient que l'Odéon était le théâtre de Dionysos ; après avoir lu l’Archaeologia graeca de John Potter (parue en 1818), il reconnut que l'hypothèse de ce dernier était juste et dorénavant identifia correctement l'Odéon d'Hérode Atticus (le théâtre de Dionysos ne fut mis au jour qu'en 1860).

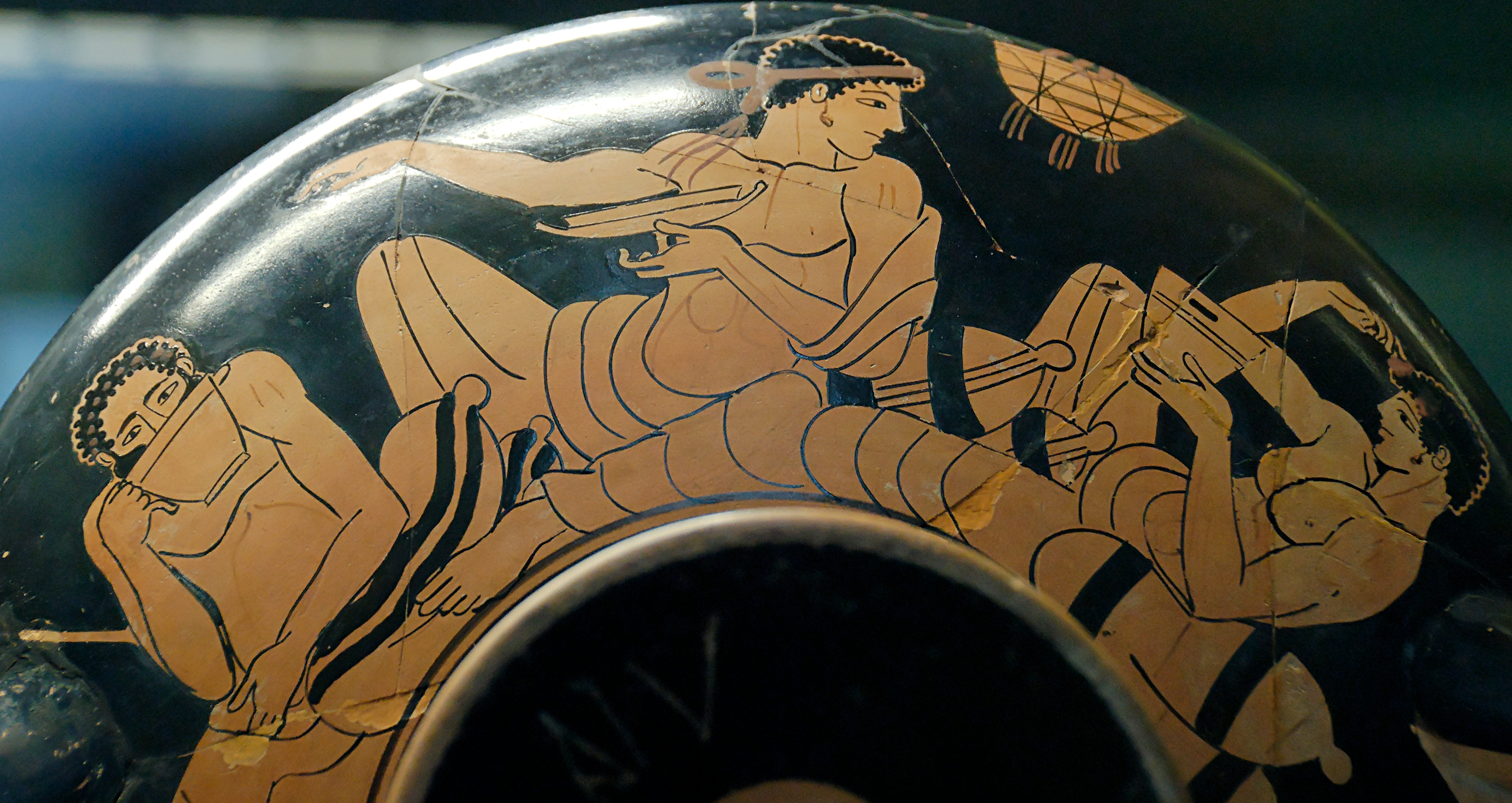
Scène de banquet sur un vase.
(Peintre de la Cage. Louvre G 133).

Longtemps, en partie à cause de l'ancienneté des fouilles en « Étrurie », les vases grecs antiques étaient considérés comme « étrusques ». Si les savants italiens et britanniques dès la fin du XVIIIe siècle avaient changé d'avis, les savants français furent plus difficiles à convaincre de la bonne origine géographique. Fauvel joua un rôle indirect non négligeable, mais oublié, dans l'évolution de l'attribution géographique. Dès 1787, il concluait que puisque des vases « étrusques » étaient trouvés en grande quantité en terre grecque, cette appellation devait être fausse. Il écrivit de nombreuses lettres sur ce thème à ses correspondants de l'Institut. Antoine Mongez lui apporta un soutien direct en 1808 dans Le Magasin encyclopédique. Pourtant, il ne fut pas crédité lorsque Aubin-Louis Millin de Grandmaison, qui l'avait lu, ou Antoine Chrysostome Quatremère de Quincy, membre de l'Institut qui avait accès aux envois de Fauvel, publièrent leurs ouvrages qui considéraient définitivement que les vases dits « étrusques » étaient en fait bien grecs. D'autres travaux, non publiés, montrent que Fauvel avait aussi réussi à identifier les fonctions de principaux vases qui avaient constitué ses collections ; il en vendait régulièrement aux voyageurs qui lui rendaient visite, ces derniers se chargeant d'en publier les descriptions. Il détermina ainsi la fonction funéraire des lécythes à fond blanc. En étudiant les scènes de banquet dans la céramique, il décrivit les rôles des vases qui y étaient représentés. Il utilisa aussi ce qu'il voyait de la société grecque de son temps pour interpréter ce qui était représenté sur les vases : « Le mariage des Grecs d'Athènes retient encore beaucoup de ces usages antiques ». De même, après avoir constaté dans un tombeau que le corps avait été déposé sur un lit de feuilles d'olivier, il remarquait que les Athéniens modernes déposaient leurs morts sur un lit de feuilles d'oranger,. Pour les remparts antiques et les anciennes portes d'Athènes, il critiquait les propositions faites par Barthélemy dans son Voyage du jeune Anacharsis et suggérait de s'inspirer du tracé des voies de son époque : « Les grands chemins actuels pourraient indiquer les autres ; les chemins battus changent rarement. ». Il observa divers fragments de murs d'enceinte (réels ou supposés) et proposa une restitution de l'enceinte du Ve siècle av. J.-C. (dite de Thémistocle) en combinant des éléments de celle-ci avec le mur de Valérien et le Rhizokastron byzantin (XIIe siècle). Le tracé des Longs Murs était par contre plus facile. En 1806, il réussit à déterminer leur point de jonction avec les murailles de la ville. Il réussit à repérer correctement la plupart des portes, même s'il fit des erreurs en tentant de les nommer. Au total cependant, son étude des fortifications donna des résultats assez justes. Au XXIe siècle encore, cette question n'est pas résolue définitivement.
Fauvel put ainsi identifier le cimetière du Céramique (après de longues hésitations). Lors de ses premiers séjours dans la ville, il considéra en effet que le Céramique se trouvait hors des murs, malgré le texte de Pausanias (qu'il considérait comme mal traduit). De plus, il le situait au sud de l'Acropole. Il s'appuyait sur des fouilles qu'il avait effectuées et qui avaient mis au jour les bases d'un portique qu'il identifia comme le Portique royal évoqué par Pausanias. Il fallut attendre ses lectures de Potter pour qu'il réalisât qu'il y avait « deux » Céramiques, séparés par le mur d'enceinte et la porte du Dipylon et qu'il les situât correctement. Par contre, il refusa de voir pour ce qu'elles sont les colonnes identifiées aujourd'hui comme l'Olympiéion. Il plaça ce temple en l'honneur de Zeus, commencé par Pisistrate, là où se trouve en réalité la Bibliothèque d'Hadrien. Il se justifiait en disant que l'ordre corinthien n'avait été inventé qu'un siècle après le tyran athénien et que le texte de Thucydide plaçant le temple au sud de l'Acropole avait été altéré. Comme il lui fallait un lieu d'exercices physiques proche du temple, il l'identifia dans la stoa d'Attale,. Par ailleurs, son identification de ce qui est le Lycabette fluctua : il appelait, avec les autres érudits cette colline l'Anchesme ; tandis qu'il nomma d'abord, avec Richard Chandler, la (véritable) Pnyx Lycabette ; avant de donner ce nom à la (véritable) colline des Nymphes ; enfin, après 1811 il considéra que le (véritable) Aréopage était le Lycabette et la (véritable) Pnyx l'Aréopage. Il explora aussi Le Pirée, le cap Sounion ou Marathon. Il dessina les principaux villages de la région. Il grava son nom sur une pierre de l'Hymette. Comme pour ses notes athéniennes, ses notes attiques alternent interprétations correctes et interprétations fausses.
Fauvel réalisa aussi de nouveaux plans-reliefs, à l'image de celui qu'il avait dû détruire au moment de son arrestation de 1798. En 1806, selon les notes d'Avramiotti sur le récit de voyage de Chateaubriand, Fauvel disposait d'un plan-relief d'Athènes et d'un des ports de la ville ; François Pouqueville en 1815 évoque un plan de l'« Athènes de Pausanias » et un des ports, description confirmée par Karl Haller von Hallerstein. Ces deux maquettes furent détruites en 1825 lors de l'effondrement de la maison, après le départ de leur propriétaire, pendant la guerre d'indépendance grecque.

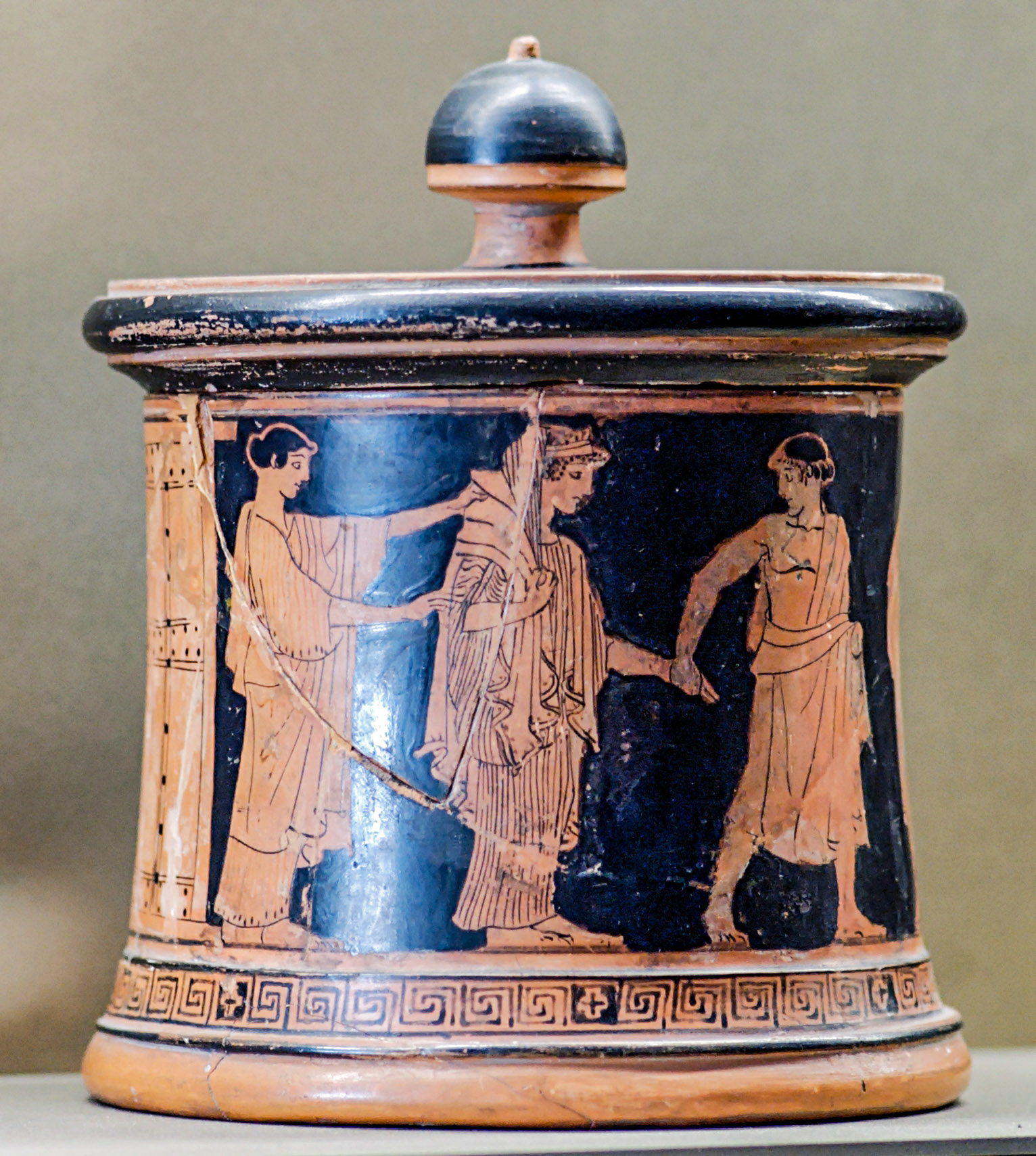
Pyxide à figures rouges représentant le mariage de Thétis et Pélée.
Trouvée par Fauvel du côté sud de la colline des Muses et vendue au comte de Forbin le 22 septembre 1817.
(Louvre L 55).

### Collectionneur, «cicérone» et marchand d'antiquités
Louis-François-Sébastien Fauvel ne publia pas ses découvertes ni ses collections, ce que ses contemporains nommèrent le « musée Fauvel ». Il les a aussi très souvent vendues, aux voyageurs de passage et aux collectionneurs, sans garder de traces écrites précises, et de son travail archéologique et de ses clients. Ainsi, nombre d'objets (monnaies, vases ou fragments du Parthénon) furent dispersés et perdirent tout intérêt scientifique. Il vendit par exemple pour 7 000 francs d'objets au comte de Forbin le 22 septembre 1817 ; une bonne partie de la collection d'antiquités de James-Alexandre de Pourtalès a été achetée à Fauvel, mais les documents relatifs à la transaction n'ont pas été conservés. Fauvel expliquait cet état de fait en disant que ses appointements ne lui permettaient pas de vivre et de fouiller : il vendait pour pouvoir continuer à fouiller et offrir au monde de nouveaux trésors antiques,,.
Les moulages figuraient en bonne place dans le « musée Fauvel ». Même si, comme à son habitude, il en vendit une partie aux voyageurs, il semblerait qu'il avait prévu de les léguer à la France à sa mort. Outre les marbres d'Égine (dont deux moulages d'acrotère ornaient sa cheminée), il avait moulé les frises du « Théséion », du Parthénon et du monument de Lysicrate, une inscription de l'Érechthéion, un chapiteau trouvé à Thèbes, un autel provenant de Syrie et appartenant à un officier français ainsi que des hiéroglyphes trouvés à Alexandrie. Toute cette collection de moulages fut détruite avec la maison de Fauvel en 1825.
Louis-François-Sébastien Fauvel joua un rôle essentiel dans l'histoire de l'archéologie par son rôle de guide, ou « cicérone » comme on disait alors, pour les nombreux voyageurs occidentaux qui visitèrent Athènes et l'Attique. Il disposait aussi d'un véritable réseau autour de l'Égée qu'il mettait à leur disposition pour leur faciliter voyages et visites. Nombre des voyageurs érudits restèrent ensuite en contact avec lui, soit simplement dans le cadre d'une correspondance archéologique, soit parce qu'ils étaient véritablement devenus amis (comme avec C. R. Cockerell). Fauvel reçut aussi de « simples touristes » qui se contentaient des principaux monuments de la ville et du « musée Fauvel » : Chateaubriand, Lord Byron, le comte de Forbin et Pierre Prévost en 1817, Louis Dupré en 1819, Pierre-Antoine Lebrun, le vicomte de Marcellus et Firmin Didot en 1820 ou la princesse de Galles qui passa une heure dans son « musée » en 1816. Pour eux, les visites étaient plus pittoresques, moins érudites et remplies d'identifications fantaisistes. Il y gagna cependant la réputation d'être celui qui connaissait le mieux Athènes et ses antiquités. Si Fauvel recevait et accompagnait ces visiteurs de bonne grâce, il se plaignait cependant par ailleurs du temps et de l'argent que cela lui faisait perdre,,,. Il dispensa aussi ses connaissances archéologiques à ses « élèves » issus de la population locale. Parmi ceux-ci se trouvait Kyriákos Pittákis, un des fondateurs de la Société archéologique d'Athènes et premier éphore des antiquités d'Athènes après 1832,.

### Écrits, notes et dessins
Une bonne partie de ses notes a été perdue, chronologiquement : ce que le comte de Choiseul-Gouffier avait conservé ; ce qui fut confisqué au moment de la campagne d'Égypte et ce qu'il vendit alors et qui disparut aussi ; ce qu'il offrait aux voyageurs de passage ou envoyait à ses correspondants sans en garder copie ; ce qui fut perdu lors de sa fuite au début de la guerre d'indépendance grecque. Les seuls écrits de Fauvel qui furent imprimés furent tout ce qu'il envoya à l'Institut ou au Magasin encyclopédique : il fut là celui qui envoya en France les nouvelles des grandes découvertes archéologiques de son temps. Le « musée Fauvel » disparut lui aussi presque complètement. Après le départ de son propriétaire pour Smyrne pendant la guerre d'indépendance grecque, le vice-consul intérimaire, nommé Dejean, emballa les antiquités dans cinquante-quatre caisses. Les chefs grecs locaux s'opposèrent à leur départ,. Prokesh rapporte avoir visité la maison de Fauvel en mai-juin 1825 et constaté qu'une partie de ses collections avait été volontairement vandalisée après son départ, ; le reste fut enseveli dans les décombres de la maison de Fauvel ; quelques objets furent sauvés, par Gropius qui les lui envoya à Smyrne en 1831. Fauvel ne fut jamais non plus remboursé de tout l'argent qu'il avait prêté aux Athéniens (turcs et grecs),. Le « musée Fauvel » fut cependant « redécouvert » archéologiquement lors des fouilles de l'Agora par l’American School of Classical Studies at Athens en 1934-1935.
Le peu qui a survécu montre la grande qualité du travail. Parmi les documents produits par Fauvel et conservés à la Bibliothèque nationale, au département des Arts graphiques du musée du Louvre, au musée Benaki à Athènes et aux Beaux-Arts de Paris se trouvent nombre de dessins et aquarelles. Les premiers, réalisés du temps où il était au service de Choiseul-Gouffier, sont plutôt, à la mode de l'époque, des « vues pittoresques » : des monuments antiques en ruines dans un paysage, plus ou moins véridique, ainsi que pouvait le proposer le maître français du genre Julien-David Le Roy. Pour le voyage de 1780-1781, on en compte autour de deux cent cinquante. Avec le temps, la production de Fauvel évolua, principalement quand il se retrouva seul à Athènes après 1786. Il dut alors se charger de travaux réalisés habituellement par toute une équipe. Lui, le peintre, dut se mettre à la topographie et à la cartographie pour répondre aux demandes de son patron. Ainsi, au fil du temps, les dessins devinrent des relevés architecturaux ou topographiques. Une série intitulée « Catalogue provisoire des vues et des plans de la Grèce et de la Morée » se trouve dans les documents Choiseul-Gouffier. Comptant une centaine de dessins et calques de dessins réalisés par Fauvel, elle était destinée au second tome du Voyage pittoresque. Elle comprend toujours des vues pittoresques mais aussi de plus en plus de plans et cartes. Pour Alessia Zambon, Fauvel se mua alors en véritable « antiquaire », voire archéologue. Dans les archives Fauvel une liste de 116 dessins, intitulée « Catalogue de plans et mesures d'architecture » recense ce qui pourrait être les derniers (les meilleurs ?) dessins restés en possession de Fauvel à la fin de sa vie. Les rares dessins datés vont de 1786 à 1806. La très grande majorité est constituée de dessins d'architecture, accompagnés d'une vingtaine de plans de ville ou de cartes ainsi que de deux « vues pittoresques ». Fauvel dessina aussi bien les temples bien conservés que ceux réduits à l'état de ruines voire leurs éléments remployés dans des constructions plus récentes. Quand il proposait une restitution, parfois à partir des fragments trouvés autour des ruines ou de ce qui pouvait exister sur d'autres bâtiments du même type, il prenait soin de différencier ce qui relevait de l'état actuel de ce qu'il ajoutait. Ainsi pour les deux dernières colonnes du temple d'Apollon à Égine, les colonnes existantes sont à l'aquarelle et la proposition d'architrave est au crayon. Cela n'empêche cependant pas ses suggestions d'être parfois « fort audacieuses » selon Alessia Zambon.
Fauvel ayant travaillé très longtemps à Athènes, a réalisé de très nombreux dessins, plans ou aquarelles du Parthénon. Il en nota et dessina tous les détails : les traces laissées par la grille qui fermait l'opisthodome, l'entasis ou la polychromie. Il dessina très précisément le pavement du bâtiment et celui de la mosquée installée dans les ruines. Il fit le même type de travail, mais moins poussé, pour les autres ruines antiques : tous les blocs de l'entablement du « Théséion » sont précisément relevés ; le décor, les crampons, les caissons du plafond et les graffitis byzantins sont étudiés. Un des chapiteaux de l'Érechthéion est dessiné à une si petite échelle que le moindre détail est visible. D'autres planches proposent des comparaisons. Sur celle que Fauvel avait intitulée « Parallèle des doriques », il avait représenté la façon dont l'ordre dorique avait été utilisé sur sept bâtiments différents (Parthénon, « Théséion », temples d'Apollon à Délos, de Zeus à Olympie, d'Apollon à Bassae, Télestérion d'Éleusis et un bâtiment athénien qu'il considérait comme le Lycée). Il en fit de même avec d'autres monuments,.

## Guerre d'indépendance grecque

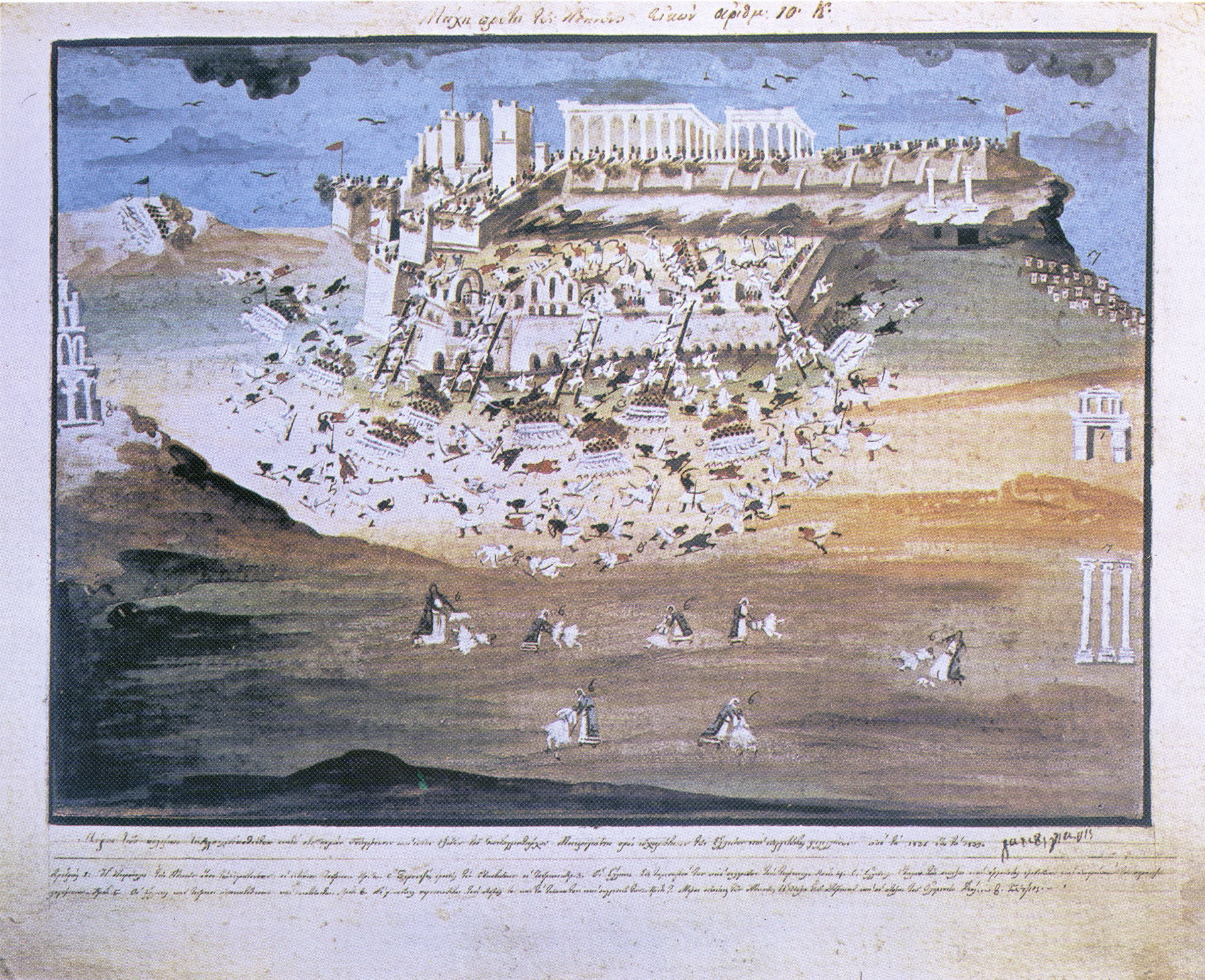
Second siège de l'Acropole (novembre 1821 - juin 1822). Assaut contre le Serpentzé.
Panayotis Zographos sur les indications de Yánnis Makriyánnis.

Le 12 avril 1821, Louis-François-Sébastien Fauvel envoya un courrier à son collègue consul à Smyrne lui relatant les premières nouvelles qu'il avait obtenues du début de l'insurrection de la guerre d'indépendance grecque dans le Péloponnèse. Il y ajoutait les nouvelles d'Athènes en précisant que les Turcs s'étaient réfugiés dans la forteresse de l'Acropole, devenue par conséquent surpeuplée. Face aux tensions qui montaient entre Grecs et Turcs, il suggérait l'envoi d'un navire de guerre français au Pirée. Le 23 avril, la gabare La Lionne y mouillait. Le 7 mai, une troupe de Grecs insurgés vint mettre le siège devant l'Acropole. Dans les combats qui suivirent, les assiégés tirèrent au canon. Un boulet tomba dans la maison de Fauvel, détruisant un sofa dans la chambre et finissant aux pieds du propriétaire. Il s'empara de ce qu'il pouvait porter : ses archives (avec ses nombreuses reconnaissances de dettes), sa collection de monnaies et quelques antiquités et il embarqua à bord de La Lionne le 16 mai, accompagné d'une bonne partie de la communauté occidentale. Il fut déposé sur Zéa. Ce fut là qu'il apprit qu'il avait été décoré de la Légion d'honneur (à la demande de Jean-Denis Barbié du Bocage). Lorsqu'en août 1821, les Turcs reprirent le contrôle d'Athènes, on proposa à Fauvel de l'y ramener. Il préféra attendre un peu et en profita pour explorer archéologiquement l'île. Il songea même à rentrer en France. Dans ses notes écrites en septembre, il montre peu d'enthousiasme et peu d'espoir pour l'insurrection grecque, si elle n'était aidée de l'extérieur. Finalement, le 15 octobre, les choses semblant s'être définitivement calmées, il retourna à Athènes. Il y fut accueilli de façon très solennelle par les autorités turques. Il semble qu'elles avaient aussi réussi à protéger son « musée » du pillage. Elles aidèrent même Fauvel à récupérer les quelques pièces qui avaient « disparu ». Cependant, les combats reprirent le 17 novembre,,.
Fauvel ne rencontra pas la même bienveillance de la part des Grecs que de la part des Turcs. Ainsi, il ne put récupérer les dettes de ses débiteurs turcs lorsque leurs biens furent saisis par les insurgés. En janvier 1822, il quitta temporairement la ville. À son retour, la situation n'avait pas évolué et, dans son courrier, il ne cesse de se plaindre des nouvelles autorités grecques et de leurs alliés philhellènes, dont Voutier. Il y dénonce aussi les atrocités commises par les Grecs, comme lors du siège de Tripolizza. Il semblerait que Fauvel, avec l'aide du consul de Hollande, le Corse Origone avec qui il semble s'être réconcilié, installé chez lui au consulat de France, ait même prévenu régulièrement les assiégés turcs dans l'Acropole des intentions des assiégeants grecs, comme pour l'assaut du 30 avril 1822. Une des raisons de l'attitude de Fauvel est que sa fille adoptive turque s'était réfugiée elle aussi sur l'Acropole. Le 21 juin, la forteresse se rendit par manque d'eau. Une capitulation signée laissait la vie sauve aux Turcs qui rentrèrent chez eux. Ils furent néanmoins massacrés le 10 juillet. Une partie réussit à se réfugier dans les divers consulats européens, principalement celui d'Autriche (chez l'ami archéologue de Fauvel, Georg Christian Gropius) et celui de France. Ils furent évacués entre le 13 et le 17 juillet avec l'aide de navires de guerre français mouillés au Pirée. Fauvel accompagna les derniers Turcs évacués et s'installa alors sur Syros,.
Fauvel resta un an sur l'île. Celle-ci, habitée en majorité par des catholiques, était sous la protection directe de la France depuis des siècles. Elle fut cependant la cible régulière de partisans de l'insurrection qui venaient tenter de soulever la population ou qui organisaient un blocus du port d'Ermoúpoli. Seuls les passages réguliers de navires de guerre des puissances européennes empêchèrent que Syros fût attaquée. Fauvel passait son temps dans ses courriers à appeler les autorités françaises à l'aide. Il refusait aussi de retourner à Athènes, considérant que son immunité diplomatique ne serait pas reconnue par les « paysans albanais » comme Yannis Gouras ou Odysséas Androútsos qui étaient les nouvelles autorités. Il écrivait qu'il préférerait démissionner plutôt que d'avoir à entrer en relations avec eux. Il critiquait aussi les consuls occidentaux restés à leur poste, uniquement pour leur intérêt financier, disait-il. Dejean, qui le remplaçait temporairement, était aussi très durement jugé. Fauvel le considérait comme un Tartuffe qui ne cherchait qu'à prendre sa place. Il trouvait que Dejean n'était pas dans son rôle de diplomate quand il passait son temps à racheter la liberté des prisonniers turcs ; cela relevait des ordres religieux selon lui.
Fauvel, de plus en plus mishellène, se montrait très favorable aux Ottomans : « J'étais l'ami des Turcs, par conséquent l'ennemi des Grecs » (Lettre à David, consul de Smyrne, 6 mai 1823). Ils méprisait les Grecs dont il disait : « chez eux tout est perfidie ». Il considérait qu'ils n'avaient plus rien en commun avec les Grecs de l'Antiquité car ils s'étaient depuis mélangés avec des populations venues d'Épire et d'Illyrie. Pour lui, les philhellènes n'étaient que des « échappés de collège », nourris de grec, de latin, d’Anacharsis et d'illusions. Ils étaient ignorants, inutiles et grugés par les « sales et lâches goujats bien voleurs » qu'ils étaient venus aider. Cependant, il finit par se rendre à l'évidence que son avis était très minoritaire. Il décida alors de ménager la « canaille hellénique ». Il se justifia en se disant trop vieux pour son temps et décida de prendre sa retraite,.
Le 8 juillet 1823, Louis-François-Sébastien Fauvel quitta Syros pour Smyrne où il arriva quatre jours plus tard. Il écrivit au ministre des Affaires étrangères Chateaubriand. Dans sa lettre, il critiquait toujours les Grecs, alors même que son correspondant était un des principaux philhellènes ; et au nom de leur rencontre lors du voyage en Orient de Chateaubriand, lui demandait s'il n'était pas possible de transformer le vice-consulat d'Athènes en véritable consulat. Il ne reçut pas de réponse. Il fit ensuite un dernier tour de l'Égée avec l'escadre française commandée par Henri de Rigny. Fauvel vit une dernière fois Délos, Santorin, Anafi, Milos. Il dîna avec Aléxandros Mavrokordátos sur Hydra. Il revint même à Athènes où il fut reçu par Dejean. Il inspecta les nouvelles fortifications de l'Acropole. Il ne rentra cependant pas chez lui. Il rembarqua avec l'escadre et retourna à Smyrne. Il hésitait en effet à reprendre son poste, ne se sentant toujours pas de travailler avec des autorités grecques, ni même ottomanes si jamais elles reprenaient le contrôle de la ville. Il resta donc vice-consul de France à Athènes, en résidence à Smyrne, jusqu'en 1831. À cette date, le ministère des Affaires étrangères supprima, par mesure d'économie, un certain nombre de vice-consulat peu « utiles », dont celui d'Athènes. Avant cette fermeture, le consul de Smyrne, Pierre Laurent Jean-Baptiste David, laissa Fauvel accomplir quelques-unes de ses fonctions honorifiques, jusqu'à son départ en 1826. Ensuite, ses successeurs eurent moins d'égards pour Fauvel,.

## Fin de vie à Smyrne

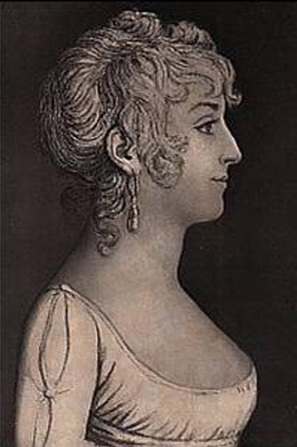
Ida Saint-Elme.

Fauvel s'installa définitivement à Smyrne. Il s'y fit construire une petite maison rudimentaire et y vécut une retraite tranquille. Il semble qu'il ait vécu entouré de femmes (servantes et filles adoptives, au point qu'on l'accusa d'entretenir un sérail) et de leurs enfants envers qui il se comportait comme un grand-père. Il était quasiment ruiné et avait perdu la majeure partie de ses reconnaissances de dettes, de ses papiers, de ses dessins et de ses antiquités. Il reprit ses activités archéologiques autour de la ville en fouillant des tombeaux, mais aucune information ne subsiste à leur sujet. Il avait à nouveau réalisé des plans-reliefs d'Athènes et de l'Acropole et les utilisait pour jouer au « cicérone » virtuel de la cité antique pour les voyageurs qui lui rendaient visite, comme pour Alexandre de Laborde et son fils Léon de Laborde en 1826,. Ces plans ont été conservés. Le plan-relief d'Athènes est long d'un peu plus d'un mètre sur environ 80 centimètres de large sur 18,3 centimètres de haut. Le relief est réalisé par des petites planches de bois superposées et recouvertes de cire. Les éléments urbains (portes, temples, etc.) sont en cire. Les voyageurs voulaient y voir l'« Athènes de Pausanias » ; Fauvel disait qu'il s'agissait de l'Athènes à la fin de l'ère ottomane (d'ailleurs les mosquées dont celle dans le Parthénon et les églises y sont figurées). Le plan de l'Acropole est en plâtre. Il fait 45 centimètres de long, 32 centimètres de large et 19 centimètres de haut. Il représente les bâtiments antiques connus au début du XIXe siècle (il n'y a donc pas les maisons construites dans la forteresse, mais la mosquée dans le Parthénon est figurée) ; les murailles et les théâtres au pied de la colline sont représentés. La maquette, peut-être endommagée lors de son transport, est très abîmée. En 1837, Edme François Jomard, chargé du département des cartes et plans de la Bibliothèque royale proposa à Fauvel de lui acheter ses plans-reliefs ainsi qu'un de l'Attique. Pressé comme toujours par ses besoins d'argent, Fauvel accepta ce nouveau travail. Le plan de l'Attique est resté inachevé, son auteur étant mort l'année suivante.
En 1829, il reçut la visite d'Ida Saint-Elme qui laissa dans ses abondantes mémoires (Mémoires d'une contemporaine) une description de Fauvel : un vieil homme affable et joyeux, très érudit. Elle lui suggéra de mettre ses notes et ses souvenirs en forme ; elle s'offrit même de devenir son secrétaire. Il n'en avait toujours pas l'envie, ni l'énergie. Ida Saint-Elme découvrit en effet l'ampleur de la tâche : de multiples morceaux de papier, jetés ensemble sans ordre, quasiment illisibles. Et c'était le peu qui restait. Selon Alessia Zambon qui a dépouillé l'intégralité des notes laissées par Fauvel, « un certain désordre règne ». « Ses observations archéologiques, faisant état de ses découvertes et de ses réflexions, sont dispersées entre de multiples feuillets éparpillés dans ses archives ou perdues dans les brouillons de ses lettres, le tout étant rarement daté ».
Lorsqu'en février 1829, Fauvel apprit le débarquement des troupes françaises de l'expédition de Morée, il se douta qu'une expédition scientifique suivrait, comme pour l'Égypte. Il envoya alors à Paris un programme de fouilles équivalent à celui qu'il avait proposé en 1797. Il se proposait même, malgré ses 75 ans d'accompagner et de guider les savants. Son projet n'arriva en France que longtemps après le départ des scientifiques. Il semblerait cependant, comme il est cité parmi les premiers explorateurs de la péninsule, que ses travaux avaient été pris en compte dans l'établissement du programme archéologique de l'expédition. Une partie des savants, dont Amable Ravoisié fit escale à Smyrne en 1830, sur le chemin du retour. Fauvel se fit expliquer (schéma à l'appui) leurs techniques de fouilles à Olympie. Il en fit une critique acerbe, peut-être dictée par l'amertume, dans une lettre à un de ses amis. Selon les instructions qu'ils avaient reçues, les savants déblayèrent quelques monuments dans leur intégralité. Pour Fauvel, ils auraient dû procéder avec des tranchées exploratrices pour repérer l'ensemble des monuments du site avant d'en dresser le plan par sondage. Il concluait que seul l'expérience des fouilles permettait d'acquérir une bonne technique. Aussi, lorsqu'en 1831 parurent les premiers travaux de l'expédition scientifique de Morée, Fauvel y réagit très mal. Selon lui, les membres de l'expédition s'attribuaient la primeur de découvertes qu'il avait déjà faites, principalement à Olympie. Il tenta alors de retrouver (et faire retrouver) son fameux mémoire présenté à l'Institut en 1802 ; celui-ci était définitivement perdu.
La même année, le vice-consulat d'Athènes, jugé inutile (la capitale du nouvel État grec était fixée à Nauplie), fut supprimé. Fauvel perdit son traitement. De plus, il lui manquait treize mois et demi d'activité pour prétendre toucher une pension de retraite. Pendant les deux ans qui suivirent, ses lettres furent le reflet de ses préoccupations financières. Il écrivit à tous ses correspondants en France et en Grèce pour plaider sa cause : les ministres des Affaires étrangères, ses amis diplomates, sa famille (sortie enfin de la misère), Achille Rouen, le représentant de la France auprès du gouvernement grec, même Gaspari à Athènes pour lui demander de récupérer ses créances... Il prétendit être atteint de multiples infirmités pour obtenir une pension. Cela entraîne deux descriptions contradictoires de Fauvel alors. À son frère, il se dit « aussi dispo qu'à vingt-cinq ans », juste un peu chauve, ridé et les cheveux blancs. Par contre, le certificat médical qu'il obtint de Ferrand, chirurgien de la Marine à Smyrne, le dit presque sourd et aveugle, faible physiquement au point d'être sujet aux chutes. Il finit par obtenir la somme de 2 890 francs du gouvernement français. Surtout, il se refusait à rentrer en France pour y finir ses jours, tristement, encore plus chez sa sœur « dévote entourée de curés »,.
Louis-François-Sébastien Fauvel mourut le 12 mars 1838. Ses obsèques à Smyrne furent financées par le ministère des Affaires étrangères. Elles furent très suivies. Ses derniers objets furent ramenés en France et vendus aux enchères en avril 1840. Il y avait sa collection de près de 2 000 monnaies grecques, quelques vases entiers ainsi que des fragments de terre cuite, quelques fragments de marbre, des moulages de plâtre et divers autres objets modernes ou antiques (scarabées égyptiens, porcelaine chinoise ou pendules). Ses papiers furent acquis par la Bibliothèque nationale,.